# کوشک احمدشاهی
کوشک احمدشاهی در کاخ نیاوران قرار دارد. کوشک احمدشاهی در کنار کاخ اصلی که محل اقامت خانواده محمدرضا پهلوی بود و کاخ صاحبقرانیه که قدیمی‌ترین بنای موجود در این مجموعه است، اواخر دوره قاجار به عنوان خوابگاه ییلاقی احمدشاه قاجار در میان باغ نیاوران با مساحت ۸۰۰ متر و در دو طبقه ساخته شد. این کوشک محل اقامت رضا پهلوی تا پیش از انقلاب بوده‌است.

## معماری
ورودی ساختمان در ضلع جنوب غربی کاخ قرار دارد که با تعدادی پله و از کنار حوض کاشی کاری شده به کوشک ختم می‌شود. از خصوصیات این بنا تزئینات و نمای آجری استفاده شده در سرتاسر نمای بیرونی ساختمان آن است. طبقه همکف این ساختمان از یک سرسرا تشکیل شده که حوضی از سنگ مرمر در وسط آن واقع و شش اتاق و دو راهرو نیز در اطراف آن وجود دارند.
طبقه دوم این ساختمان نیز از یک سالن مرکزی و ایوان سرتاسری چهار طرفه تشکیل شده‌است. از سالن مرکزی این طبقه به عنوان اتاق موسیقی استفاده می‌شد که در چهار طرف آن قفسه‌های چوبی ویترین دار نصب شده‌است. این ایوان از ۲۶ ستون مدور با نمای گچی و شش ستون با مقطع مربع قطور با نمای آجری تشکیل شده‌است. این بنا که در حدود یک قرن قدمت دارد، اطلاعاتی دربارهٔ تاریخ و بانی آن در دسترس نیست. تا به امروز هیچ‌گونه مدرکی قابل استنادی که به تاریخ بنا دلالت کند به دست نیامده است. شیوه معماری و سبک بنا به اواخر دوره قاجار برمی‌گردد.

## دوران رضا شاه
در دهه نخست از دوران سلطنت پهلوی اول، مجموعه نیاوران چندان مورد توجه قرار نگرفت تا اینکه به دستور رضا شاه، کاخ صاحبقرانیه تعمیرات اساسی شد که به نظر می‌آید ساختمان کوشک نیز از این فرایند بی‌بهره نماند و تغییراتی در فضای داخلی آن رخ داد. این تغییرات چنان هنرمندانه و با ظرافت انجام شده‌است که سؤالات بسیار زیادی را در ارتباط با شکل اولیه بنا بدون پاسخ می‌گذارند.
نحوه دسترسی به طبقه اول بنا از جمله این پرسشها است. در اواخر دهه بیست که کاخ صاحبقرانیه برای برگزاری مراسم ازدواج محمدرضا پهلوی ـ ولیعهد پهلوی اول ـ و فوزیه آماده شد. کوشک نیز جهت استقرار کوتاه مدت آنان در نظر گرفته شد. اگرچه تا به امروز مشخص نیست که این بنا به این منظور مورد استفاده قرار گرفته باشد. پس از این تاریخ، ساختمان کوشک به تناوب گاه متروک و زمانی نیز محل اقامت پرسنل نظامی رده بالای مستقر در مجموعه بوده‌است.

## دوران محمدرضا شاه
در اوایل سالهای دهه چهل، محمدرضا پهلوی تصمیم به ساخت کاخ نیاوران جهت اقامت خود و خانواده‌اش گرفت و بنابر برخی گزارشهای شفاهی، کوشک نیز به عنوان دفتری اداری وی آماده شد. در پی ساخت کاخ اصلی، ساختمان کوشک نیز بازسازی اساسی شد.
پس از ساخت کاخ نیاوران، این بنا به دستور محمد رضا پهلوی و توسط طراحان فرانسوی کاخ صاحبقرانی، دکوراسیون داخلی بنا، بازسازی و مرمت و مبلمان داخلی آن تعویض گردید تا به عنوان محل کار و سکونت رضا پهلوی مورد استفاده قرار بگیرد. از میانه دهه چهل تا سالهای آغازین دهه پنجاه و پس از آن تا زمان انقلاب این ساختمان به‌عنوان محل اقامت رضا پهلوی و محل برگزاری مهمانی‌های خانوادگی استفاده شد.

## پس از انقلاب
تا ۲۲ سال پس از انقلاب، بنای کوشک به‌عنوان انبار دربسته‌ای ماند و از آن تاریخ تا سال ۱۳۷۶ که مجدداً تعمیراتی در این ساختمان انجام شد، کمتر کسی به داخل این بنا راه یافت. با بازگشایی این بنا تحت عنوان کوشک احمدشاهی و محل اقامت رضا پهلوی دوران جدید حیات آن آغاز شد.

## مجموعه
در این محوطه اشیاء نفیسی از جنس برنز، نقره، عاج، چوب، هدایای رؤسای کشورهای گوناگون، مدال‌ها و نشان‌ها و تابلوهای نگارگری در معرض تماشا قرار گرفته‌است. تعدادی فسیل حیوانی و گیاهی، قطعاتی از سنگ‌های معدنی تزئینی و قطعه سنگی از کره ماه که از طرف ریچارد نیکسون، رئیس‌جمهور پیشین آمریکا به رضا پهلوی هدیه داده شده بود در ویترینی در این سالن نگهداری می‌شود.
طبقه دوم این بنا نیز از یک هال مرکزی و ایوان گسترده چهار طرفه تشکیل شده‌است. از سالن مرکزی این طبقه به عنوان اتاق موسیقی استفاده می‌شد که در چهار طرف آن قفسه‌های چوبی ویترین دار نصب شده‌است. این ایوان از ۲۶ ستون مدور با نمایه گچی و شش ستون با مقطع مربع قطور با نمای آجری تشکیل شده‌است. بعد از انقلاب ۱۳۵۷ ایران، این بنا تحت نگهداری و تعمیر قرار گرفت و بخش پائین دیواره‌های آن مرمت شد و در اردیبهشت سال ۱۳۷۹ و هم‌زمان با هفته میراث فرهنگی افتتاح گردید. این بنا پس از یک دوره تعمیرات تأسیساتی دیگر در سال ۱۳۸۴ به‌طور رسمی بازگشایی شد.

## نگارخانه

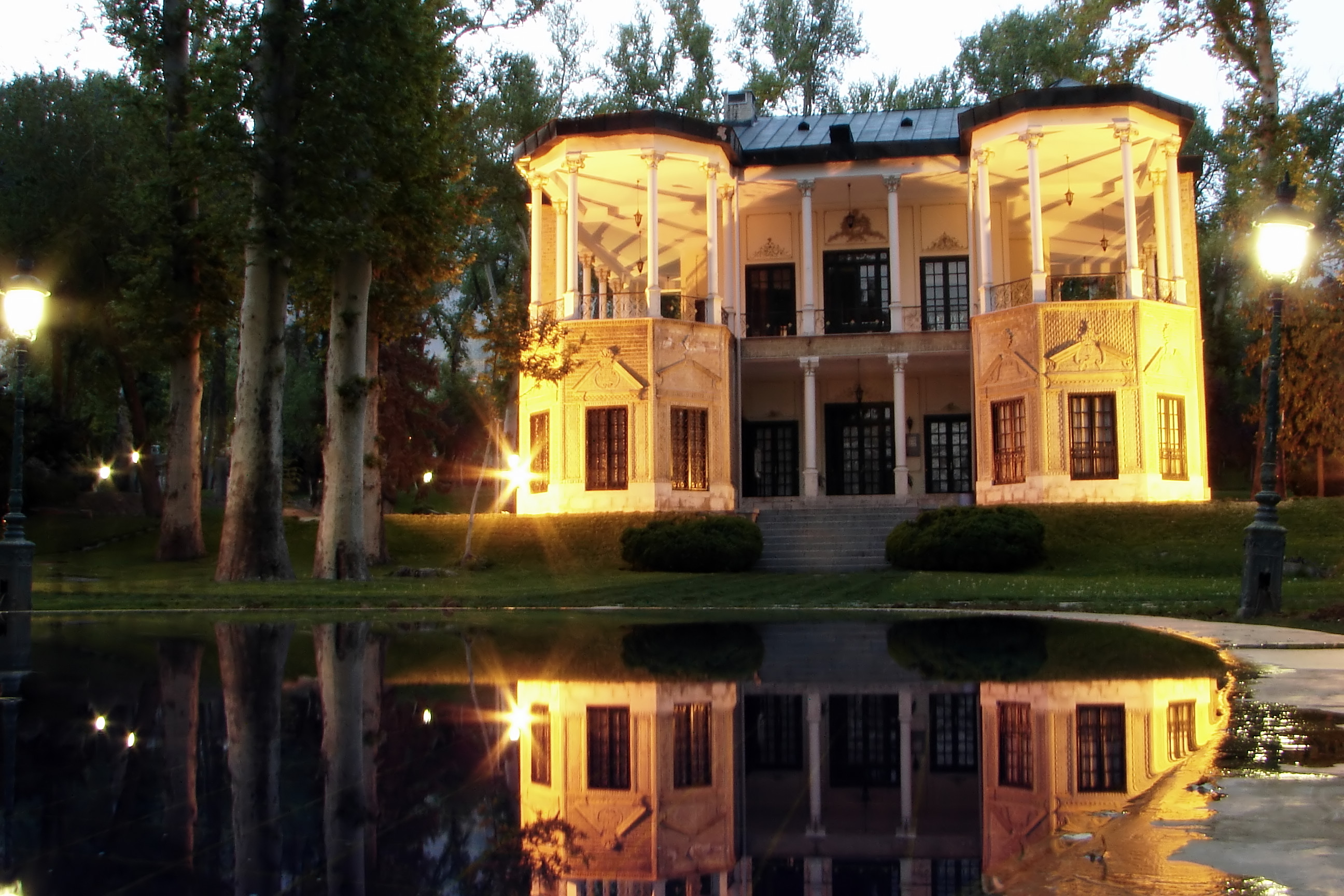
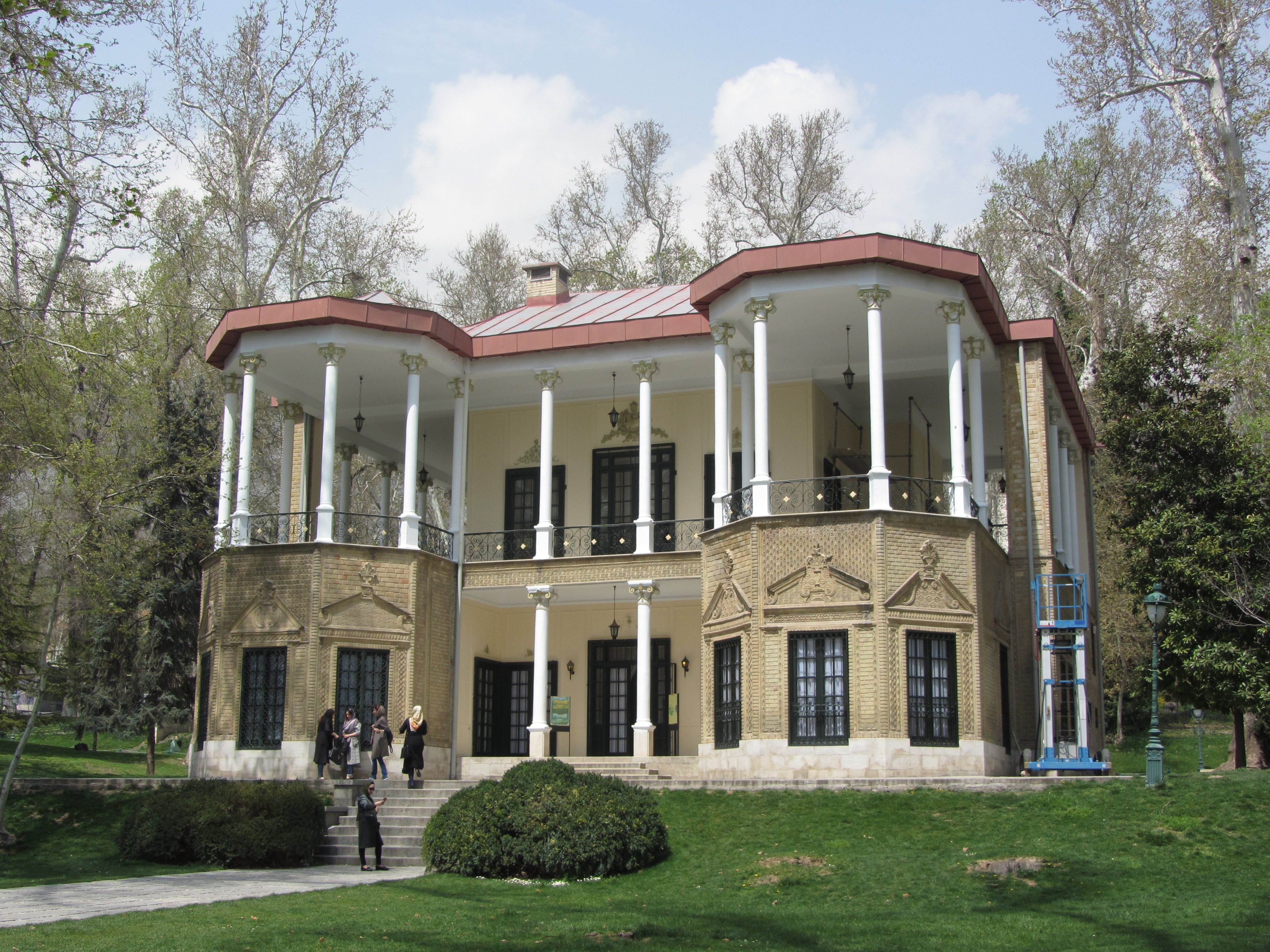
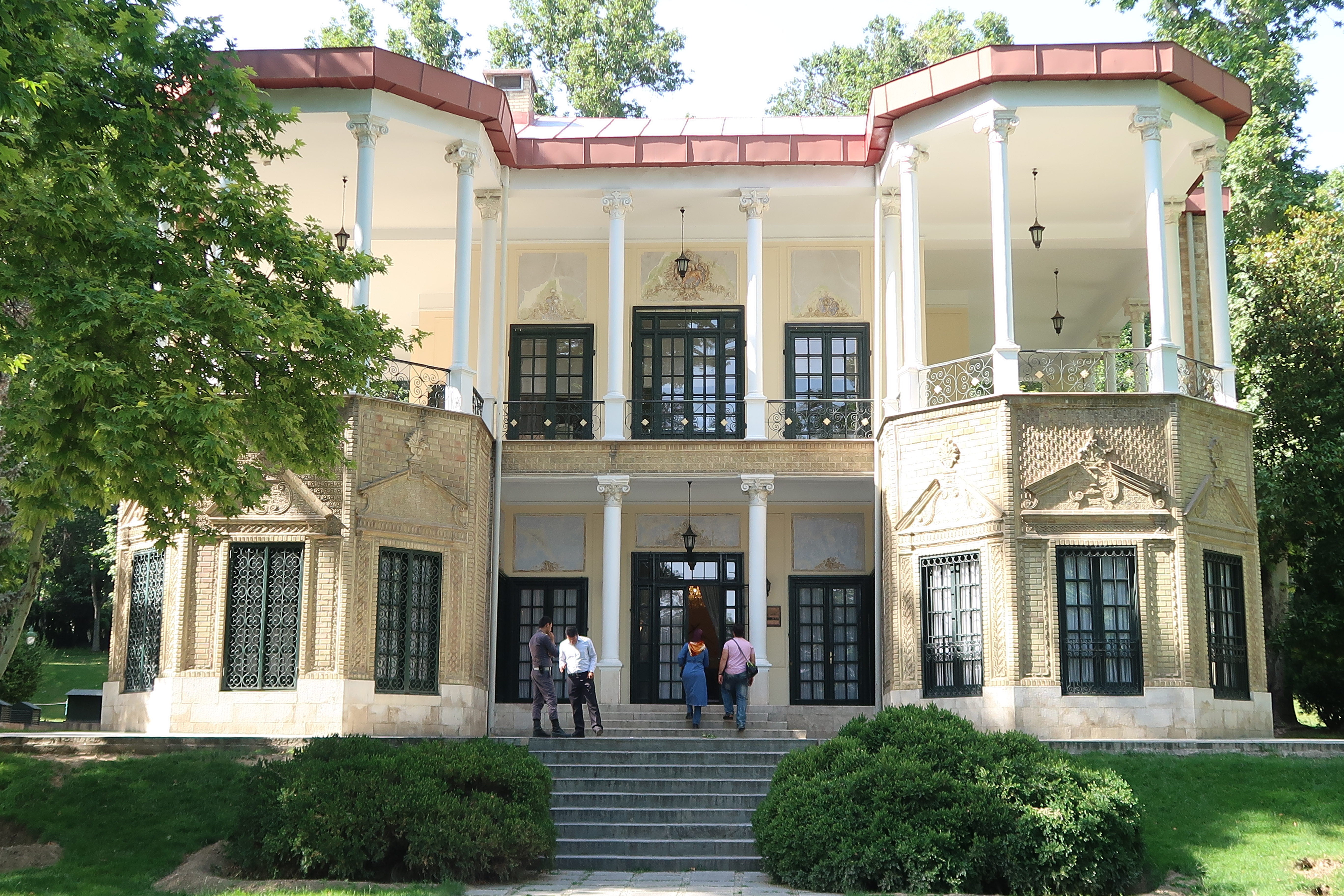
نمای بیرونی کوشک احمد شاهی
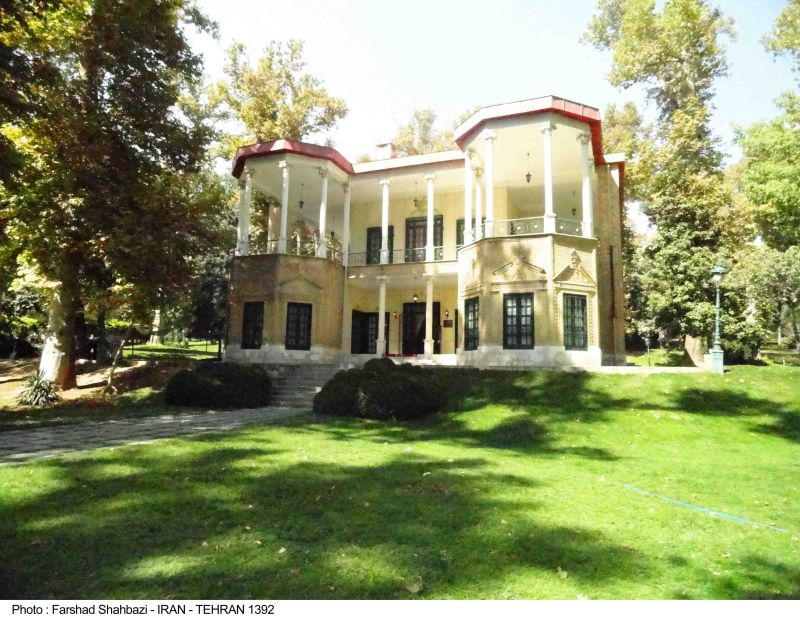
نمای بیرونی کوشک احمد شاهی
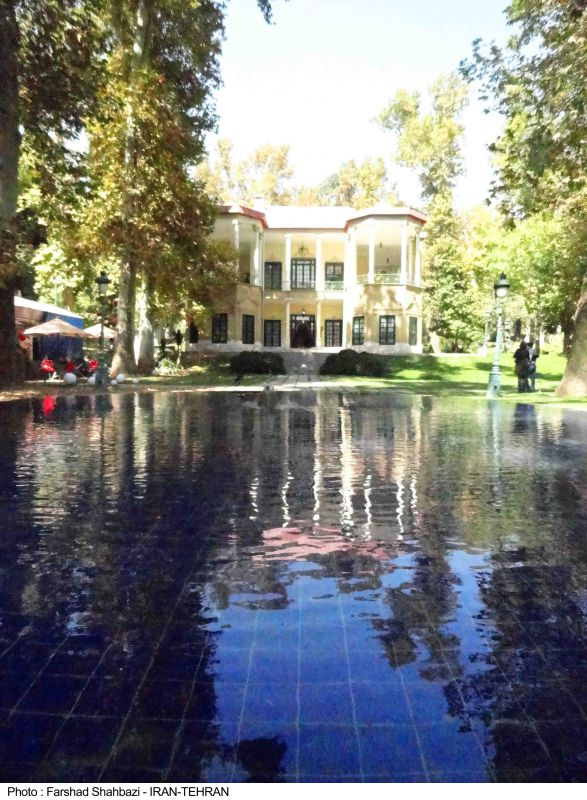
نمای بیرونی کوشک احمد شاهی و حوض بیرون
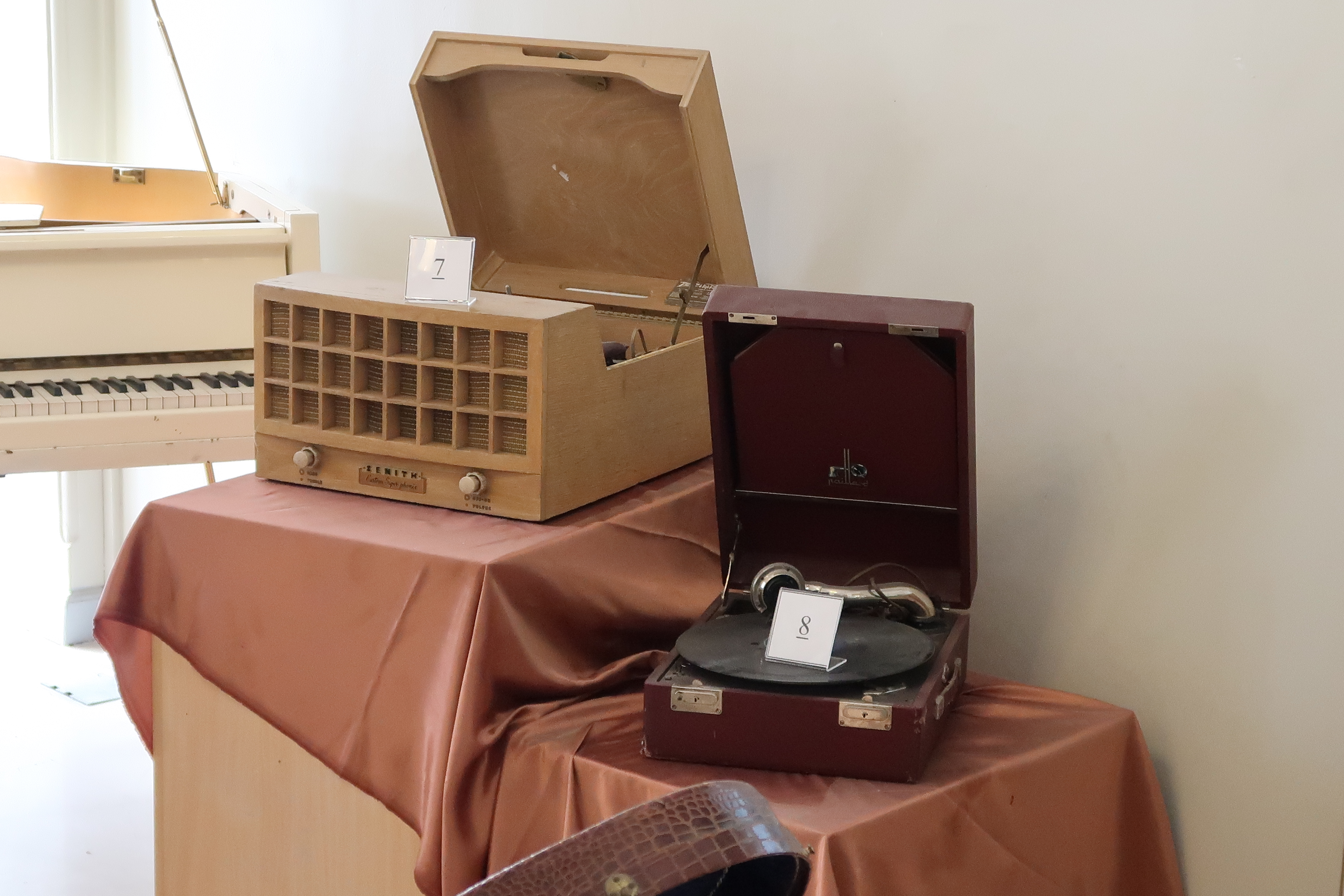
گرامافون متعلق به رضا پهلوی
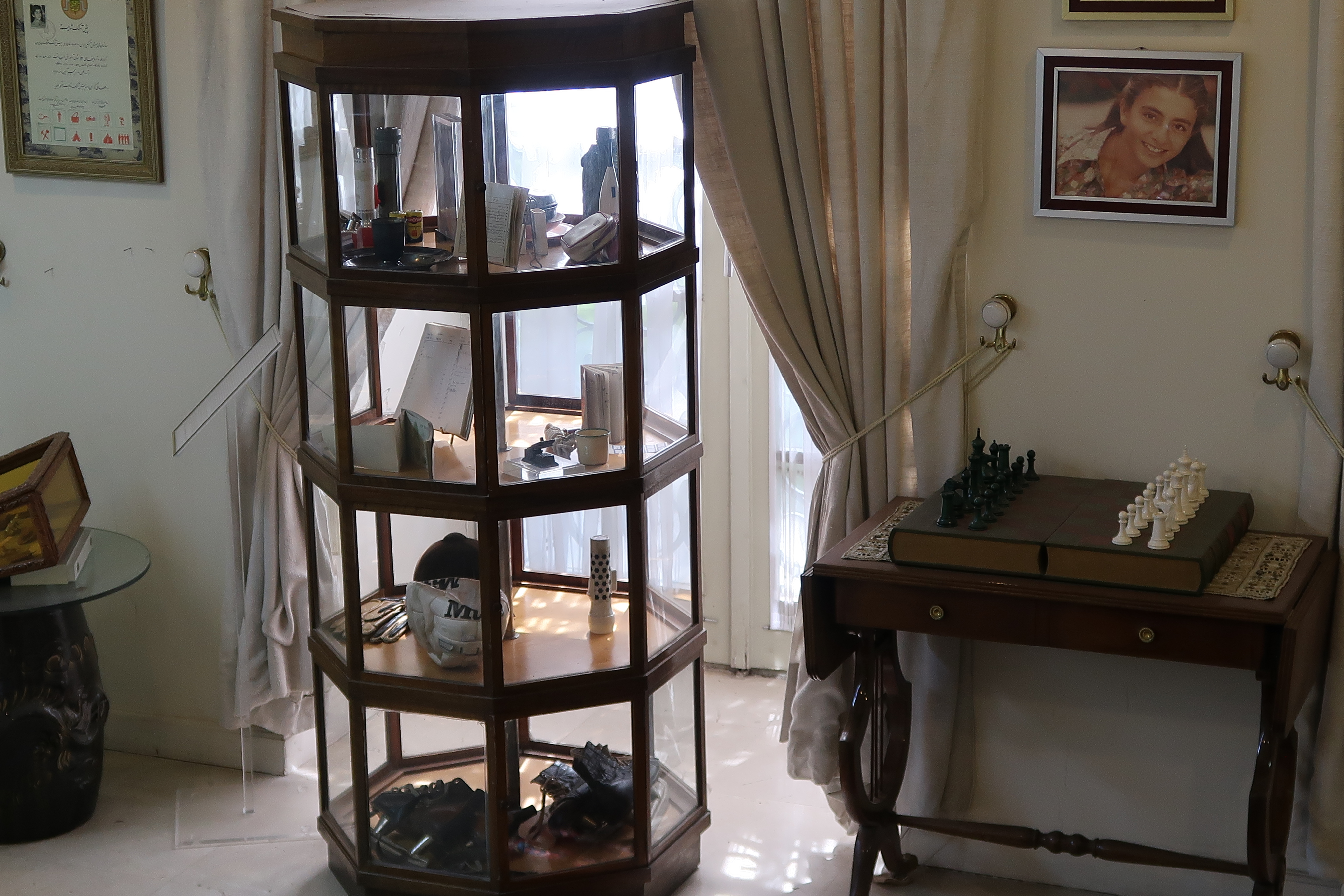
ویترین حاوی وسایل پیشاهنگی رضا پهلوی
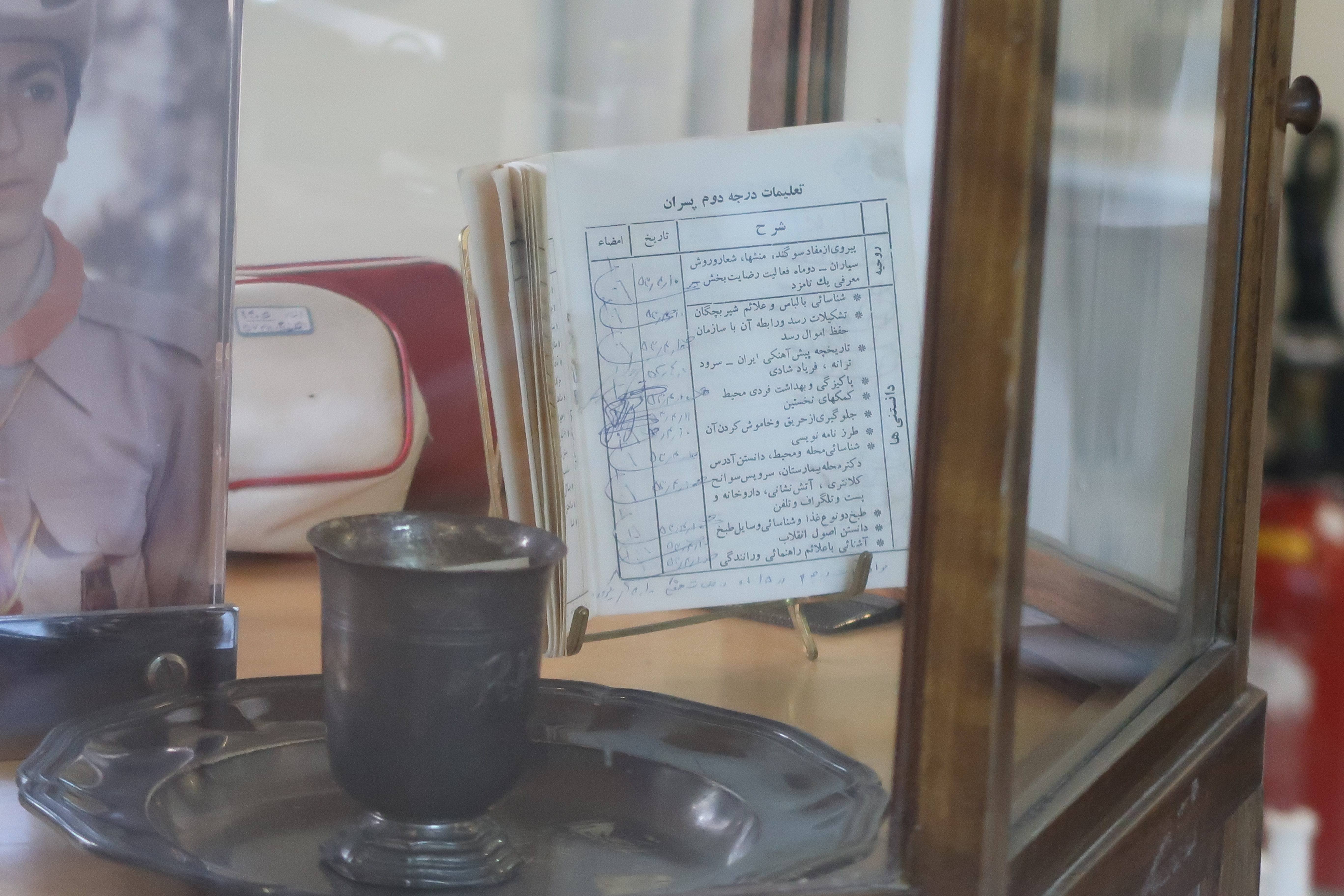
دفترچه یادداشت پیشاهنگی رضا پهلوی
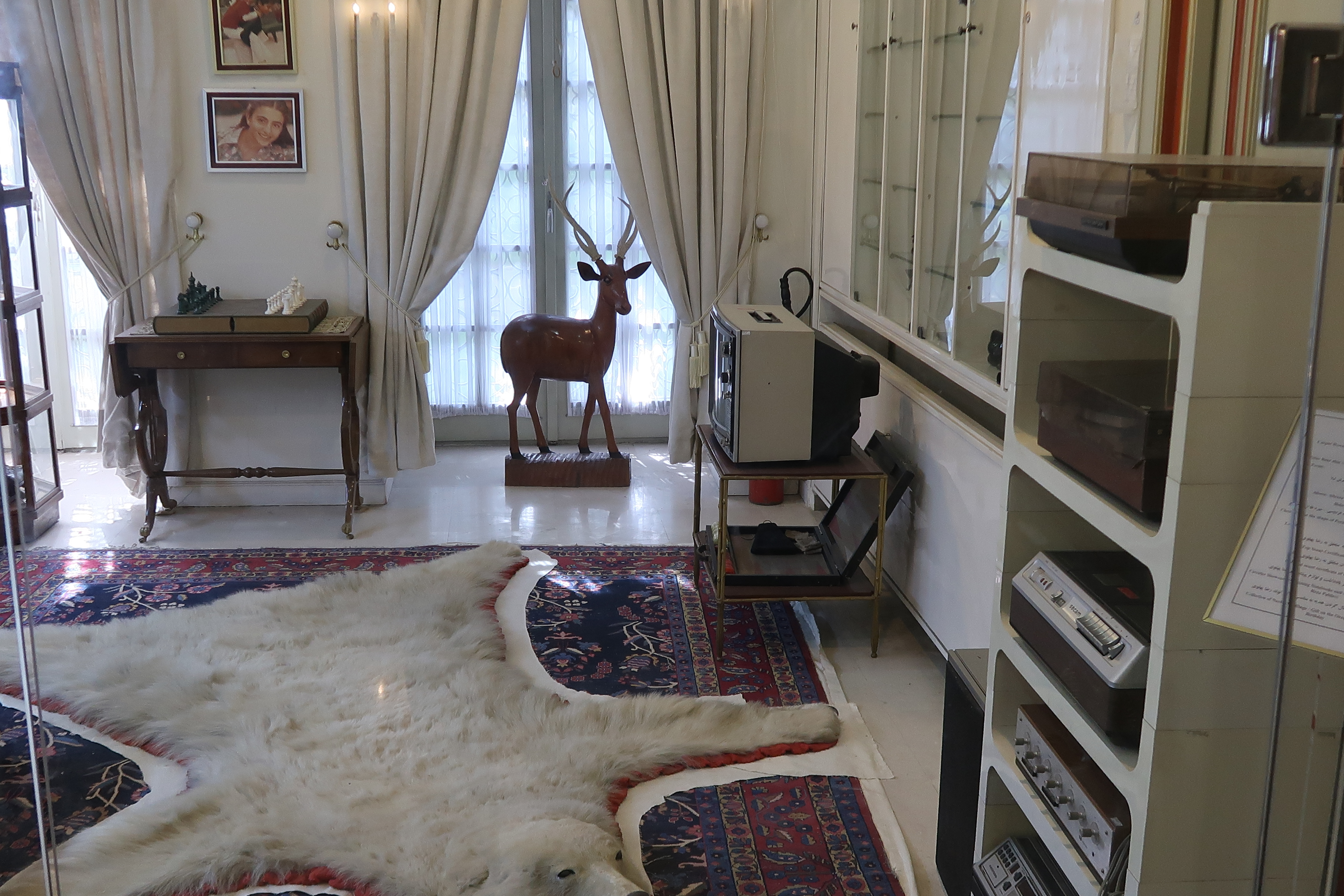
اتاق رضا پهلوی
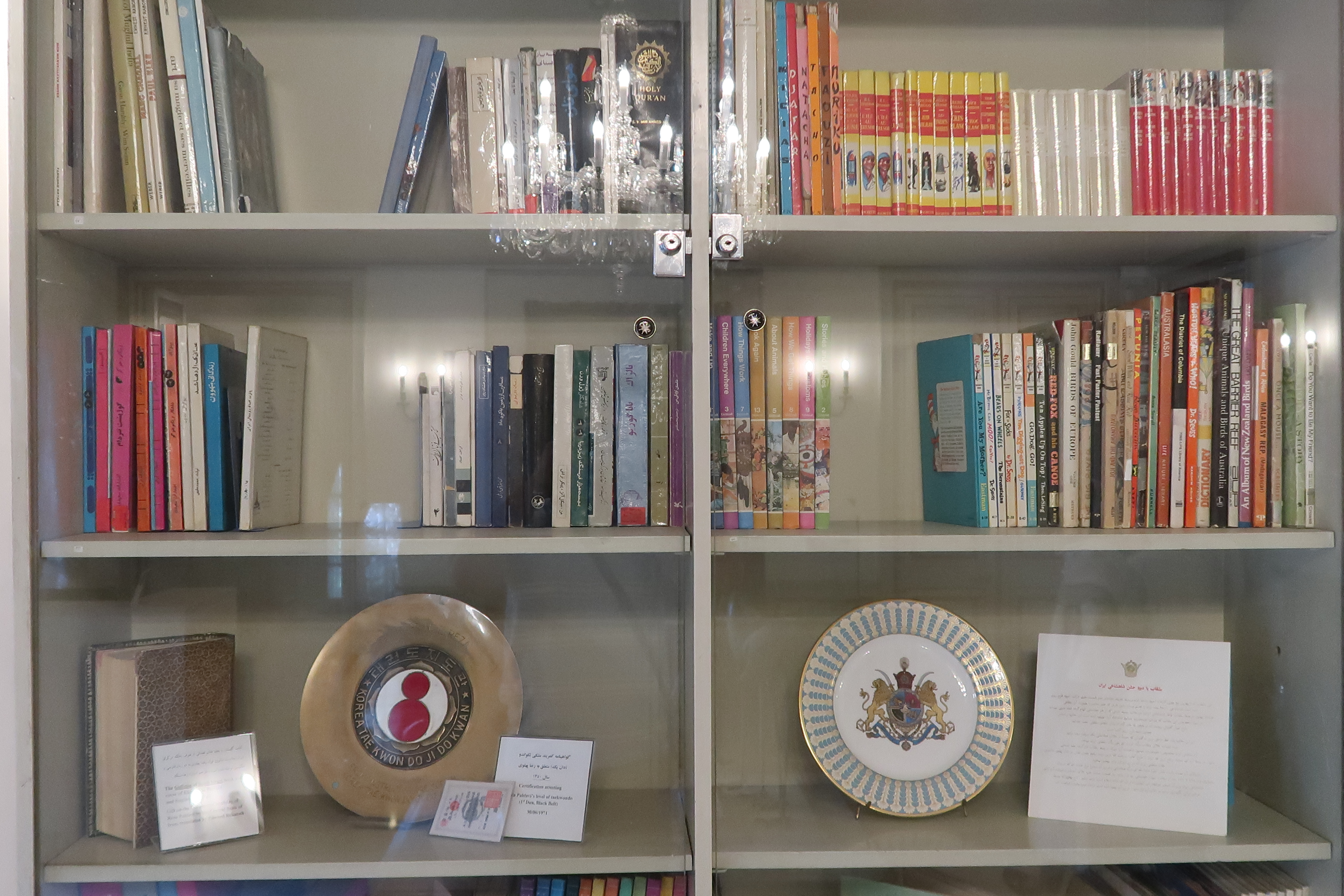
کتابخانه رضا پهلوی
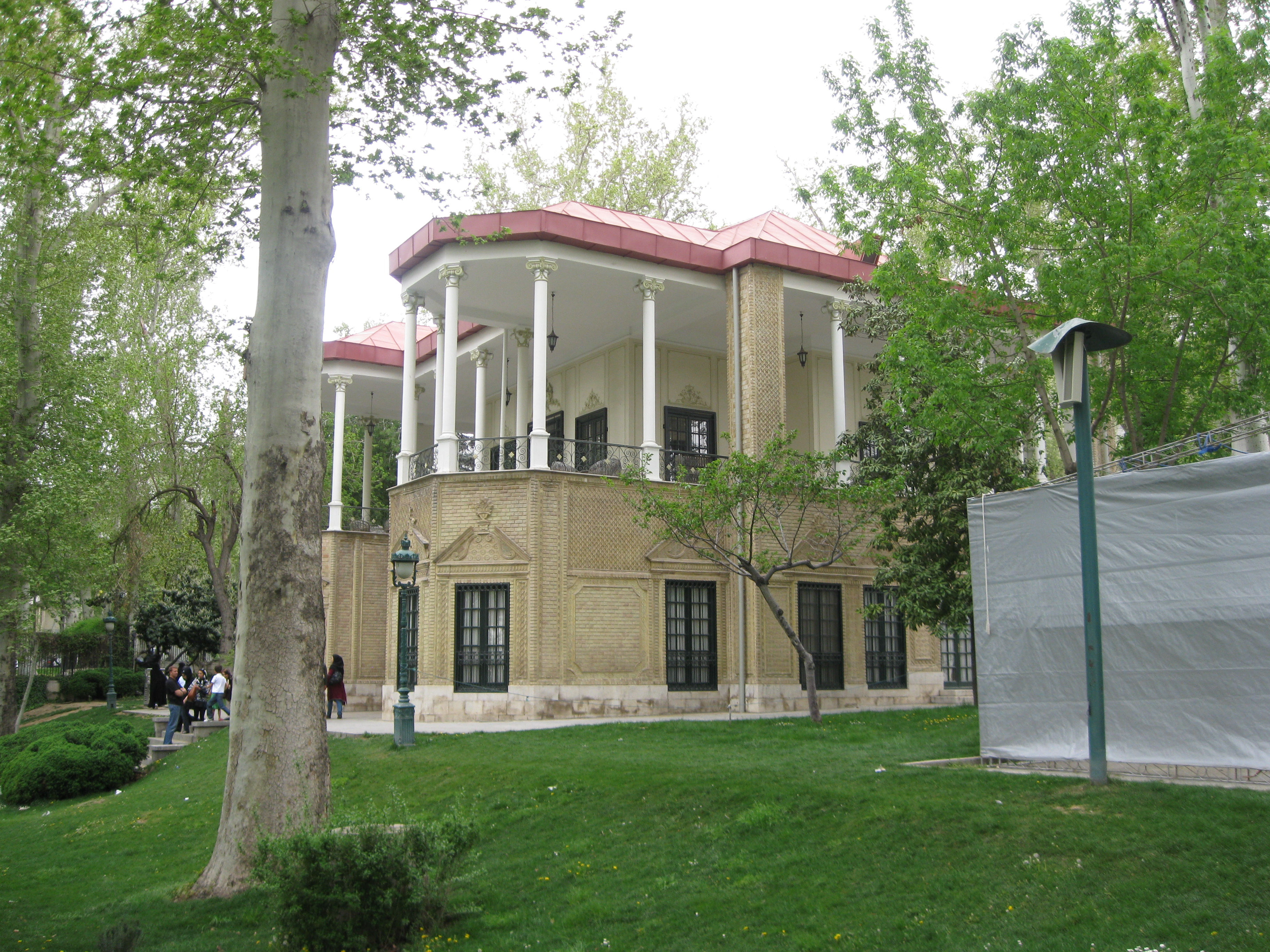
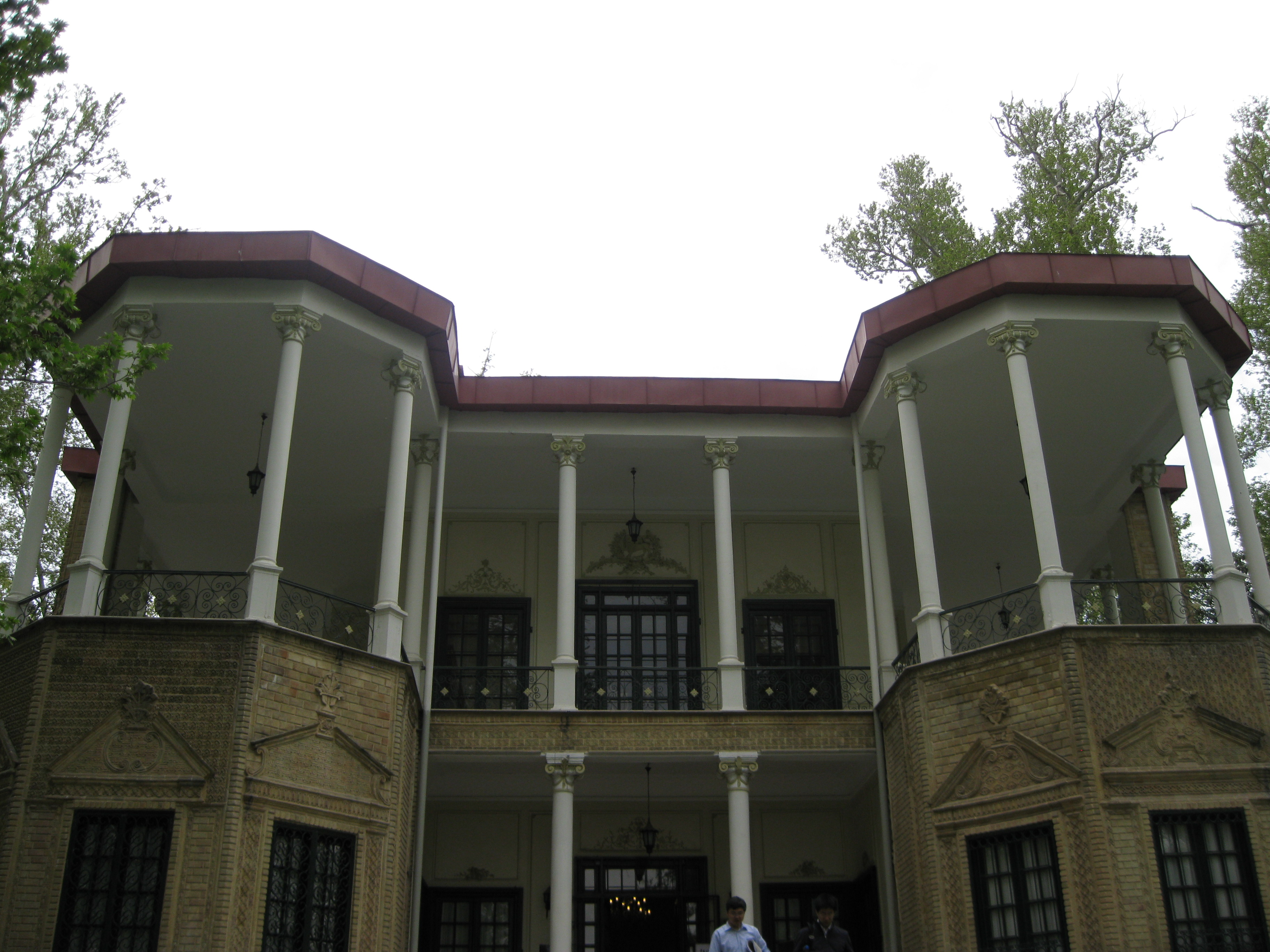
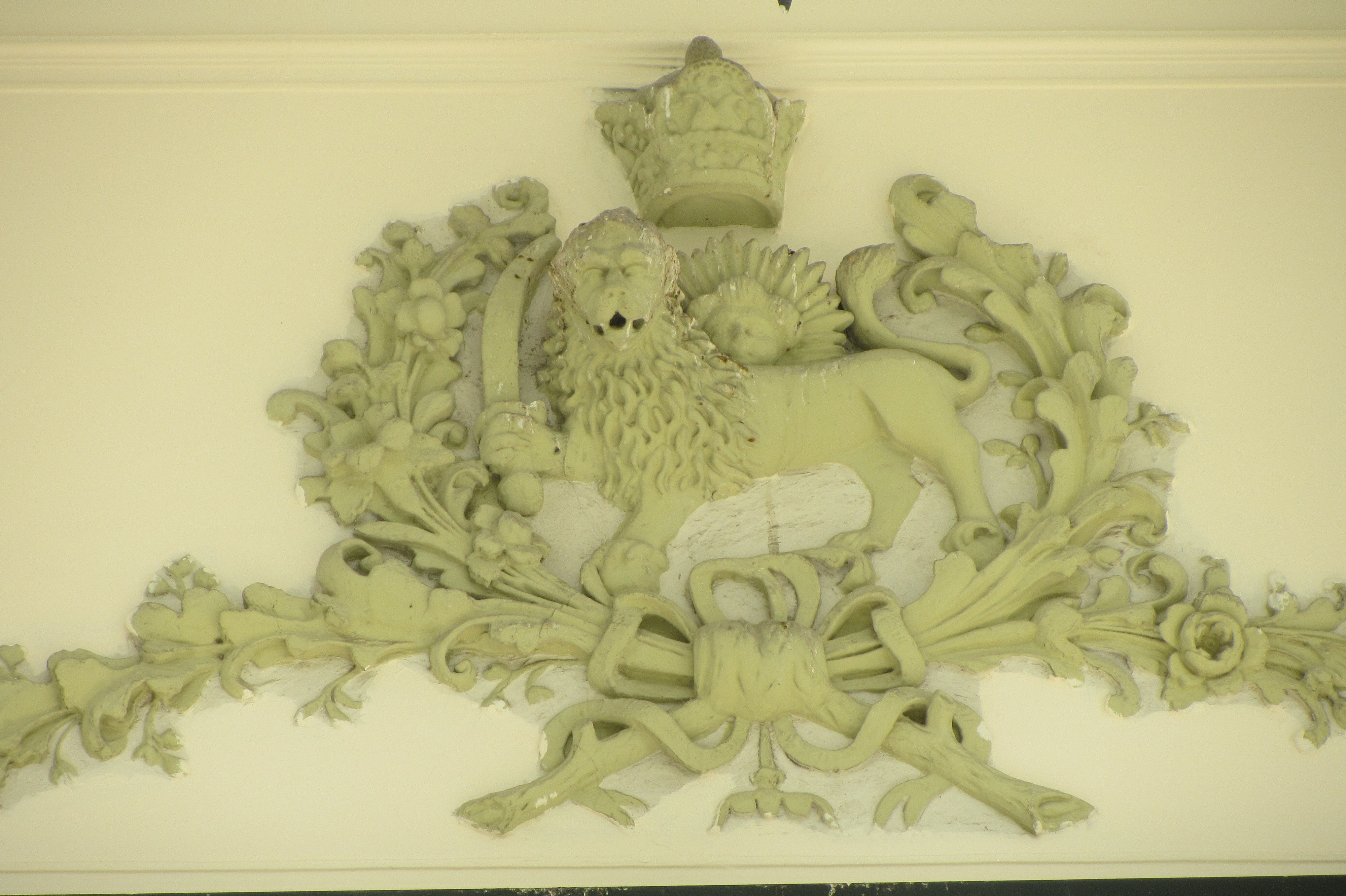
سردر کوشک احمدشاهی
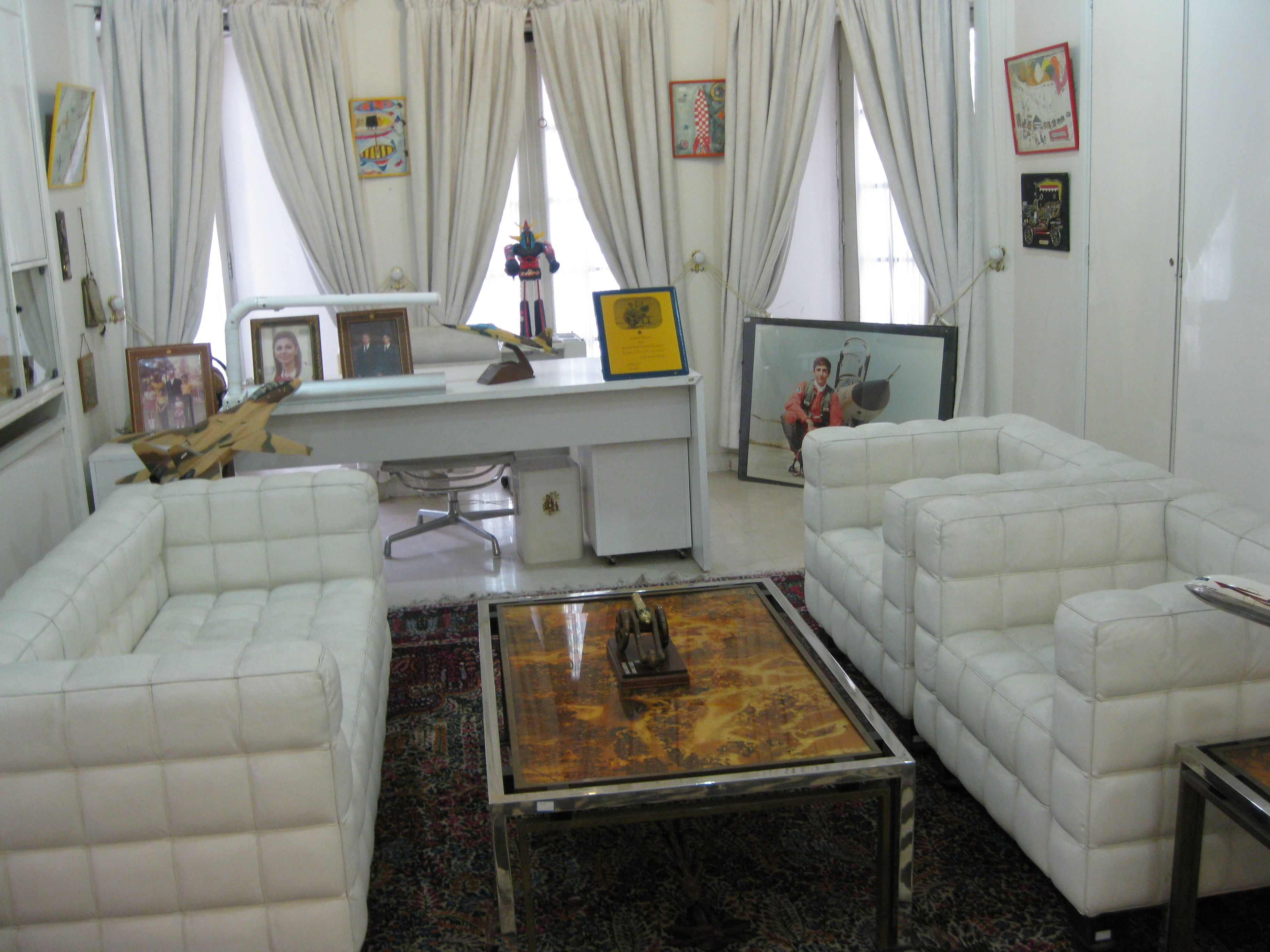
اتاق نشیمن کوشک احمدشاهی
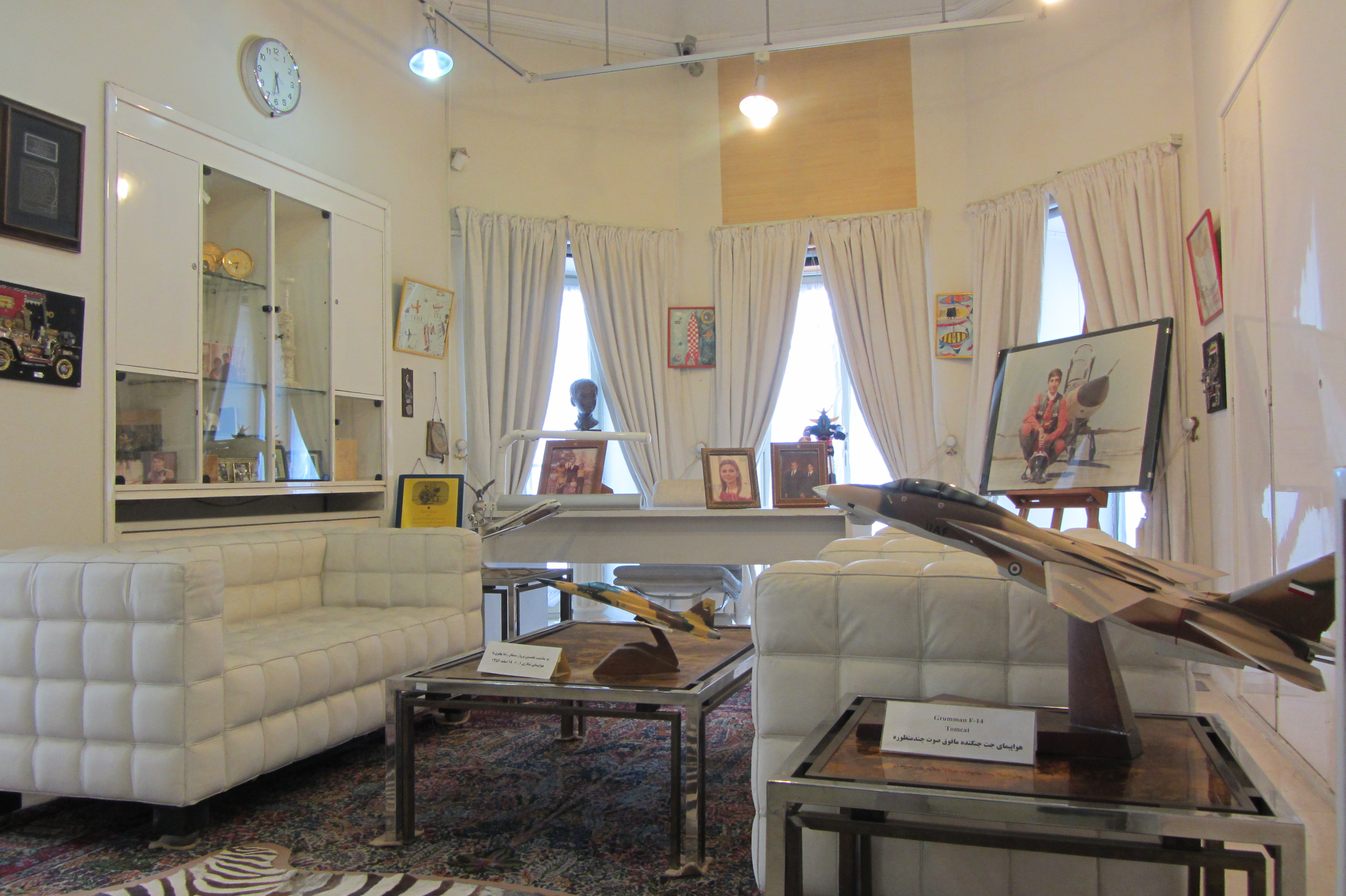
اتاق نشیمن کوشک احمدشاهی
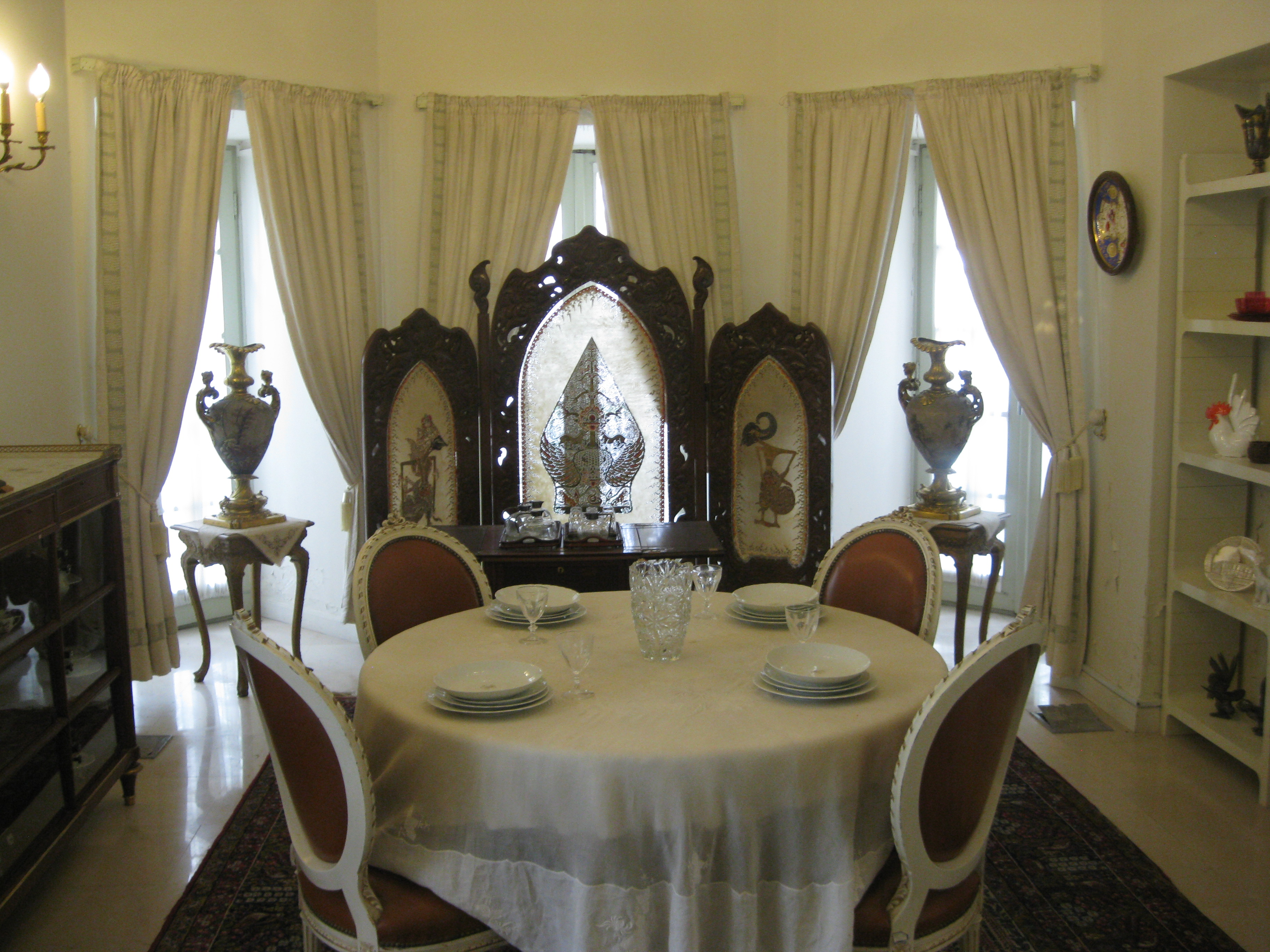
اتاق غذاخوری کوشک احمدشاهی
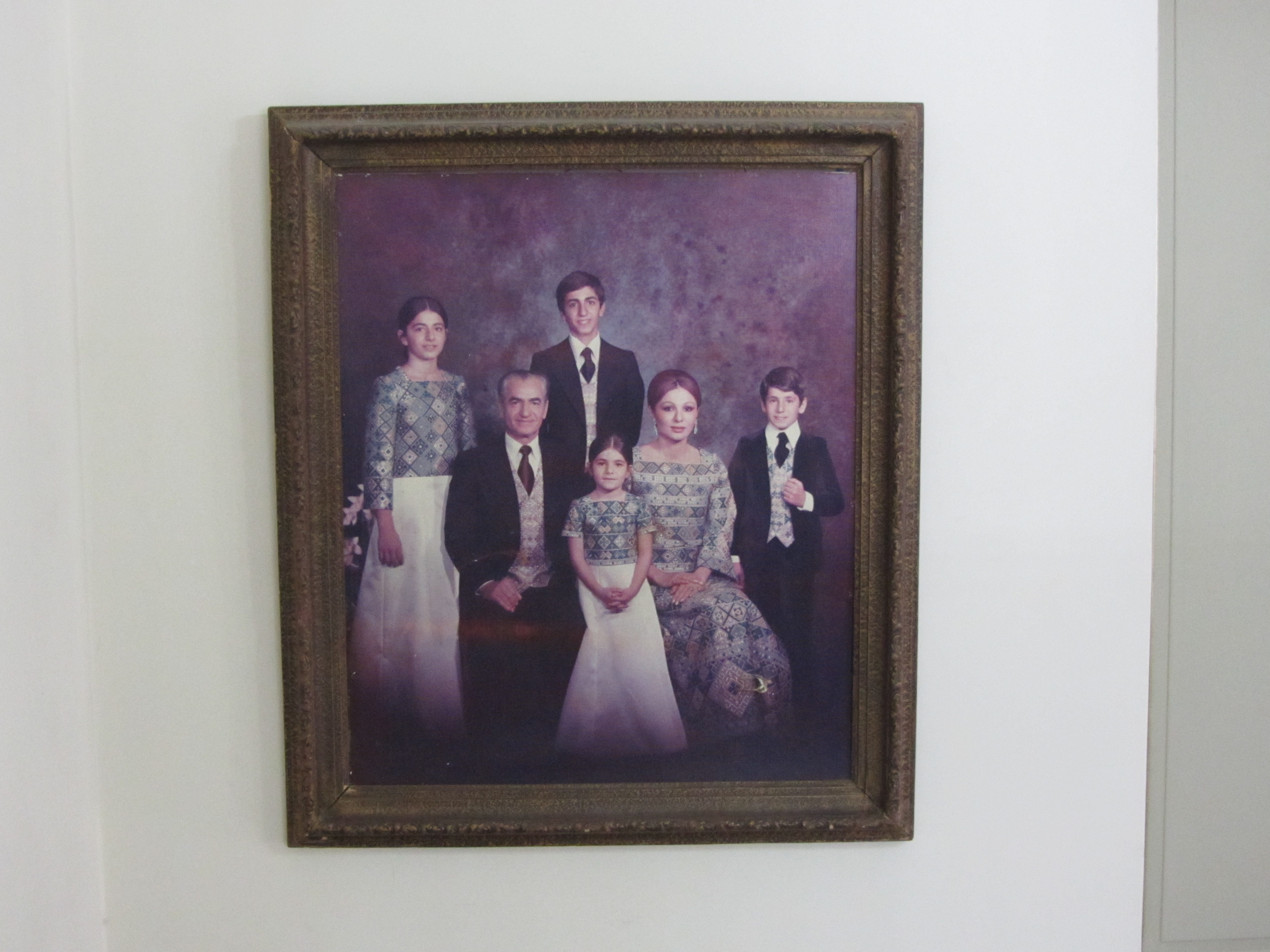
عکس خانوادگی محمدرضا پهلوی
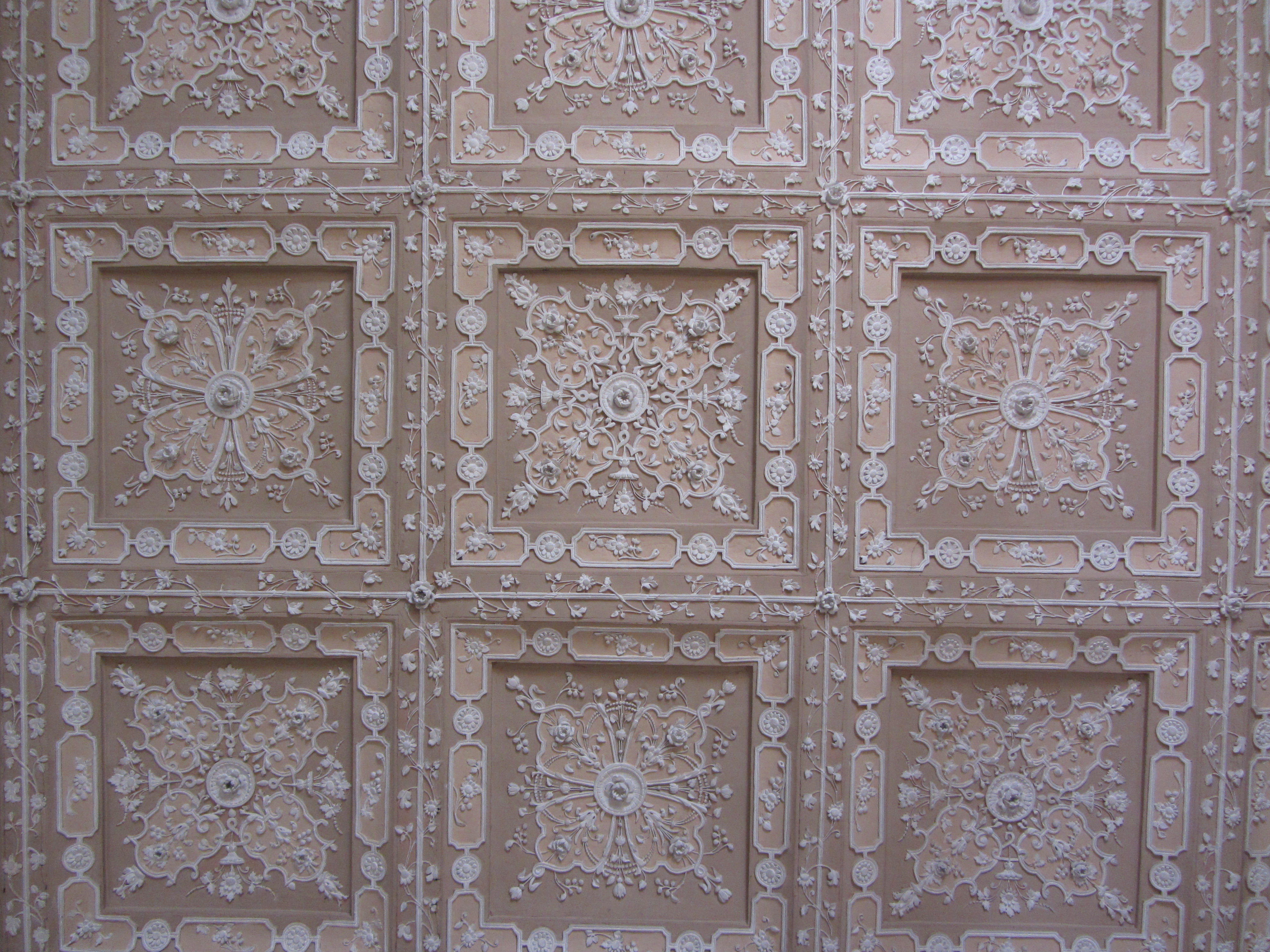
گچ‌بری سقف کوشک احمدشاهی
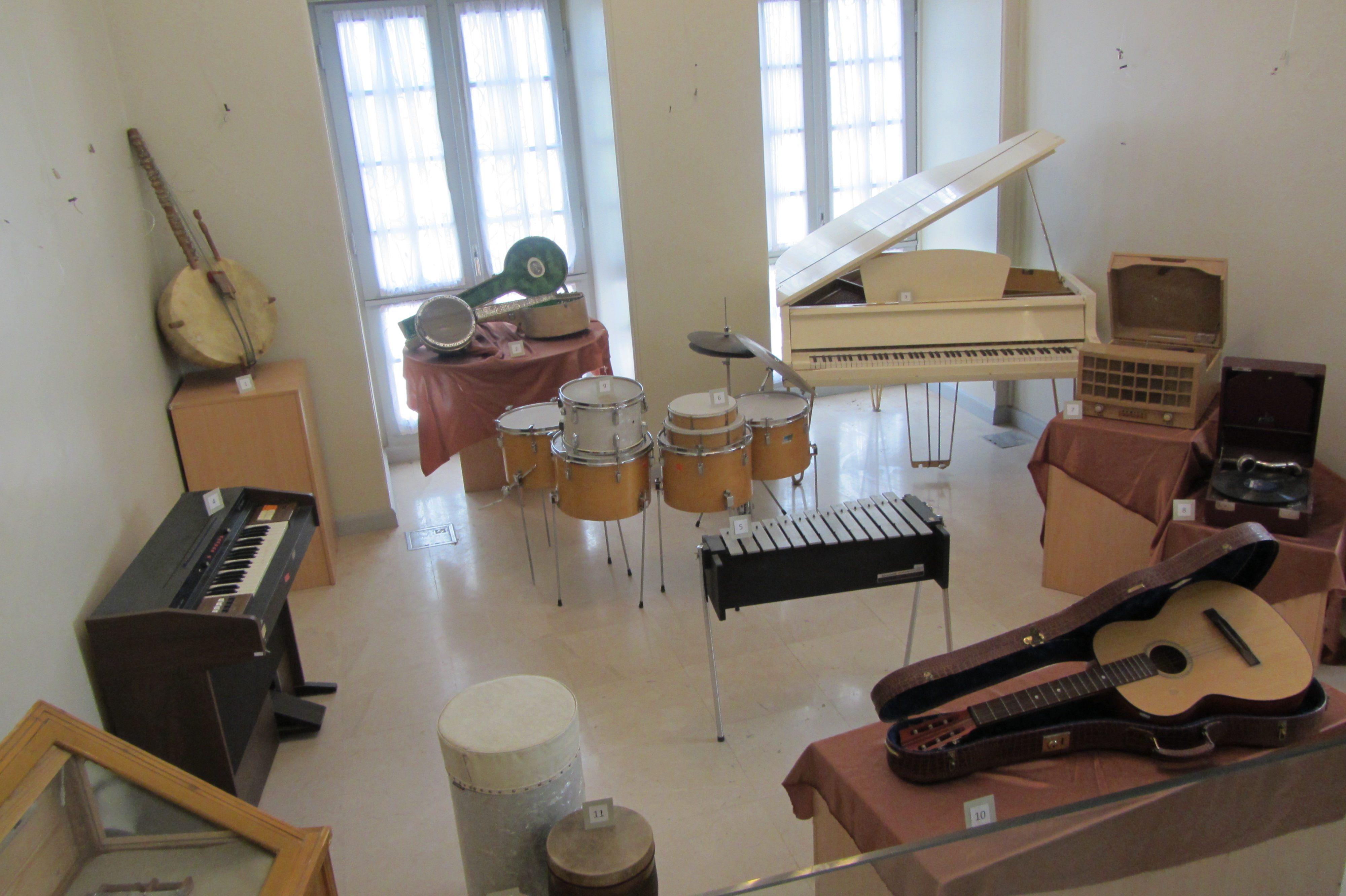
اتاق موسیقی کوشک احمدشاهی
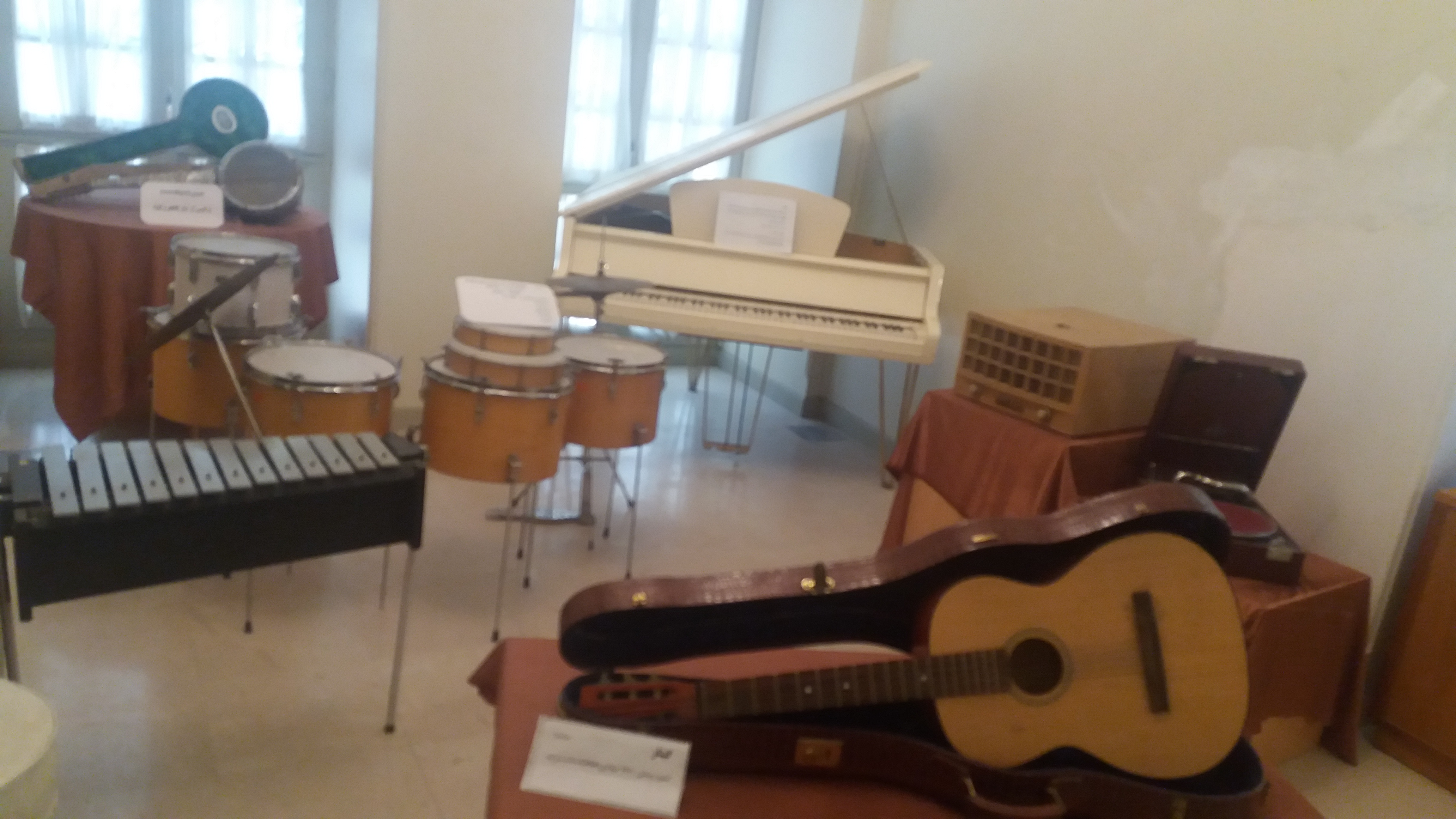
آلات موسیقی در کوشک احمدشاهی
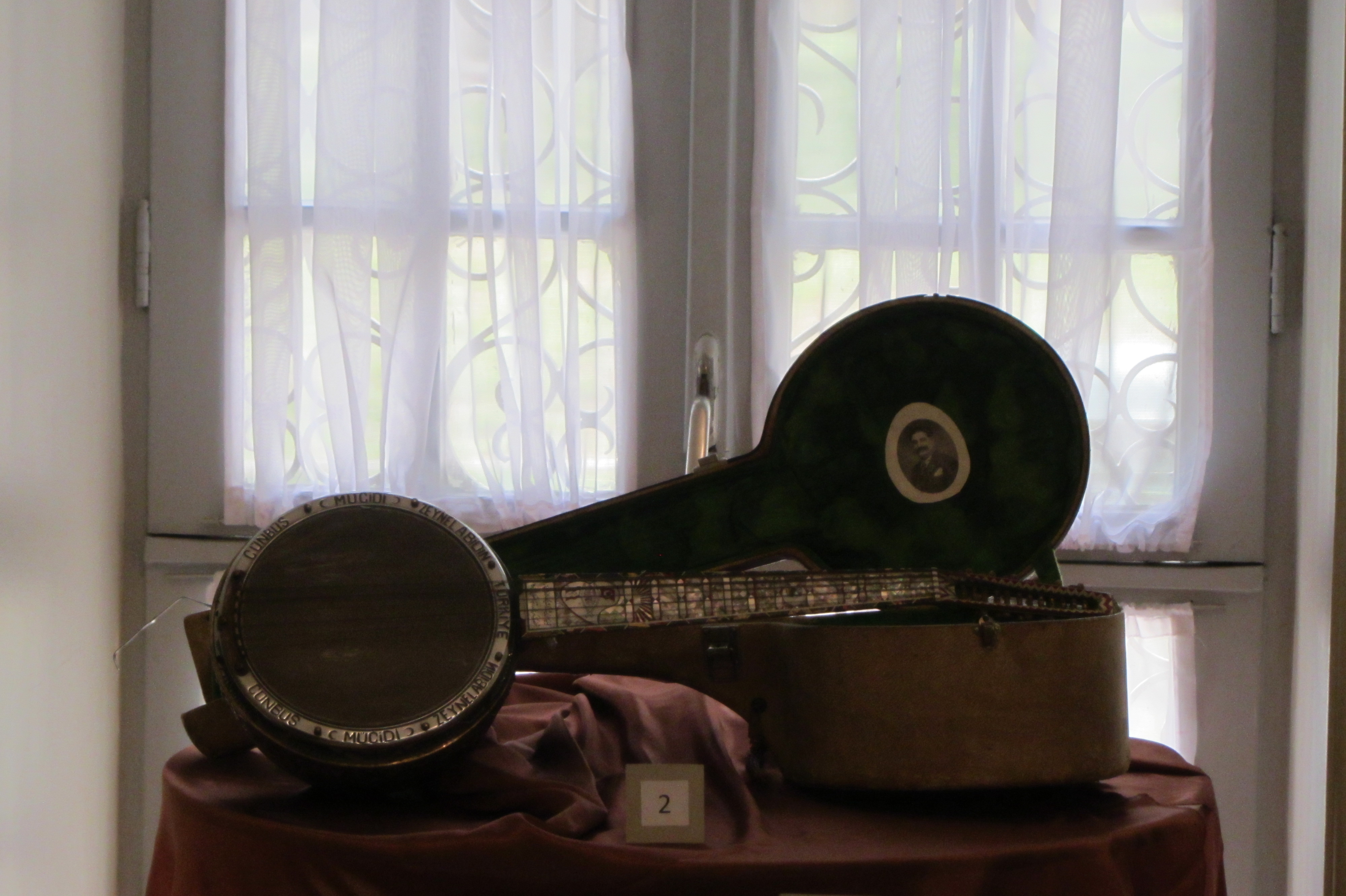
جنبش ساز زهی ترکیه ۵ تیر ۱۳۱۳ در حضور آتاتورک به شاه ایران توسط «علی زین العابدین» سازنده ساز هدیه داده شده‌است
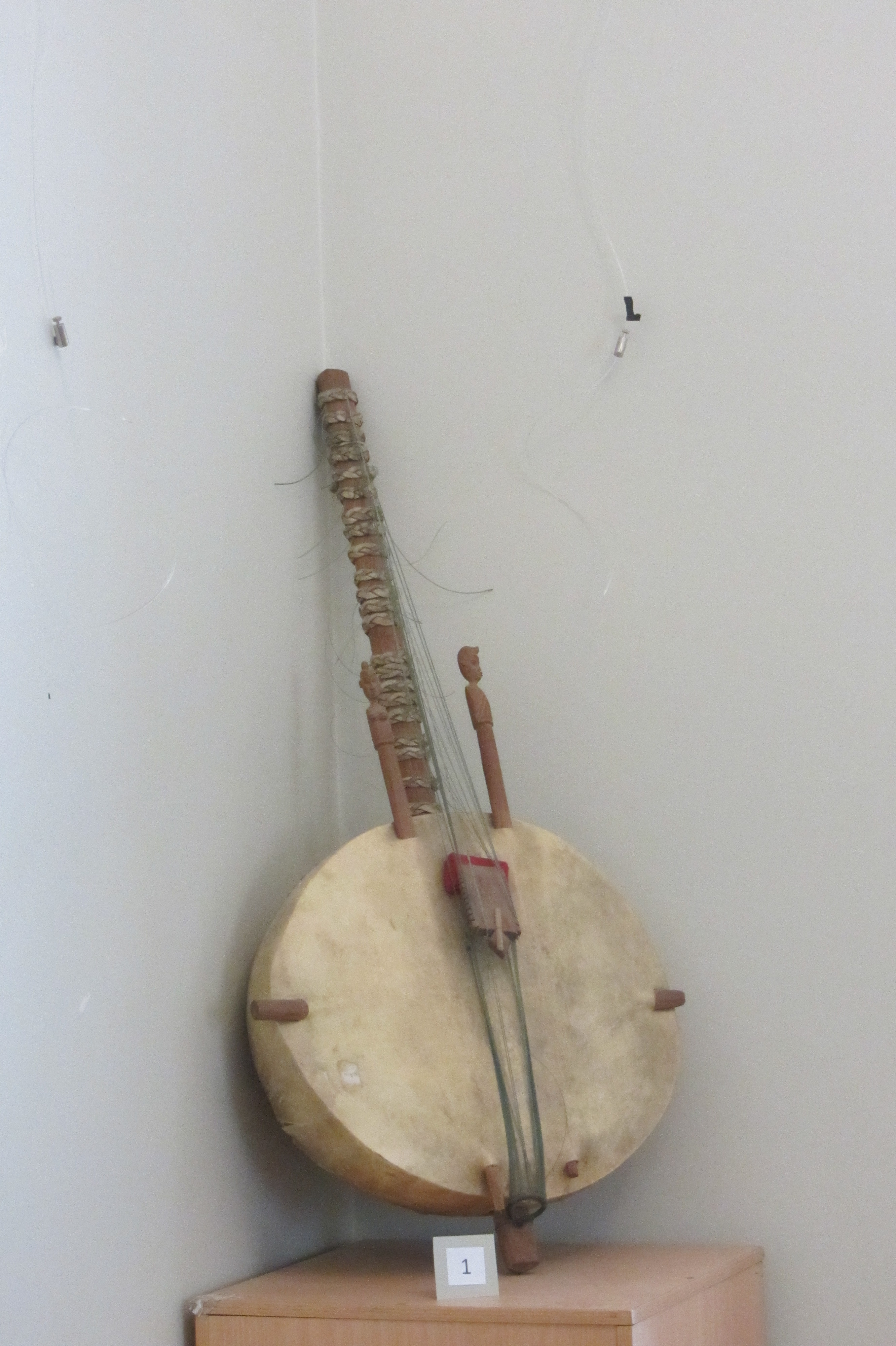
کورا ساز باستانی غرب آفریقا
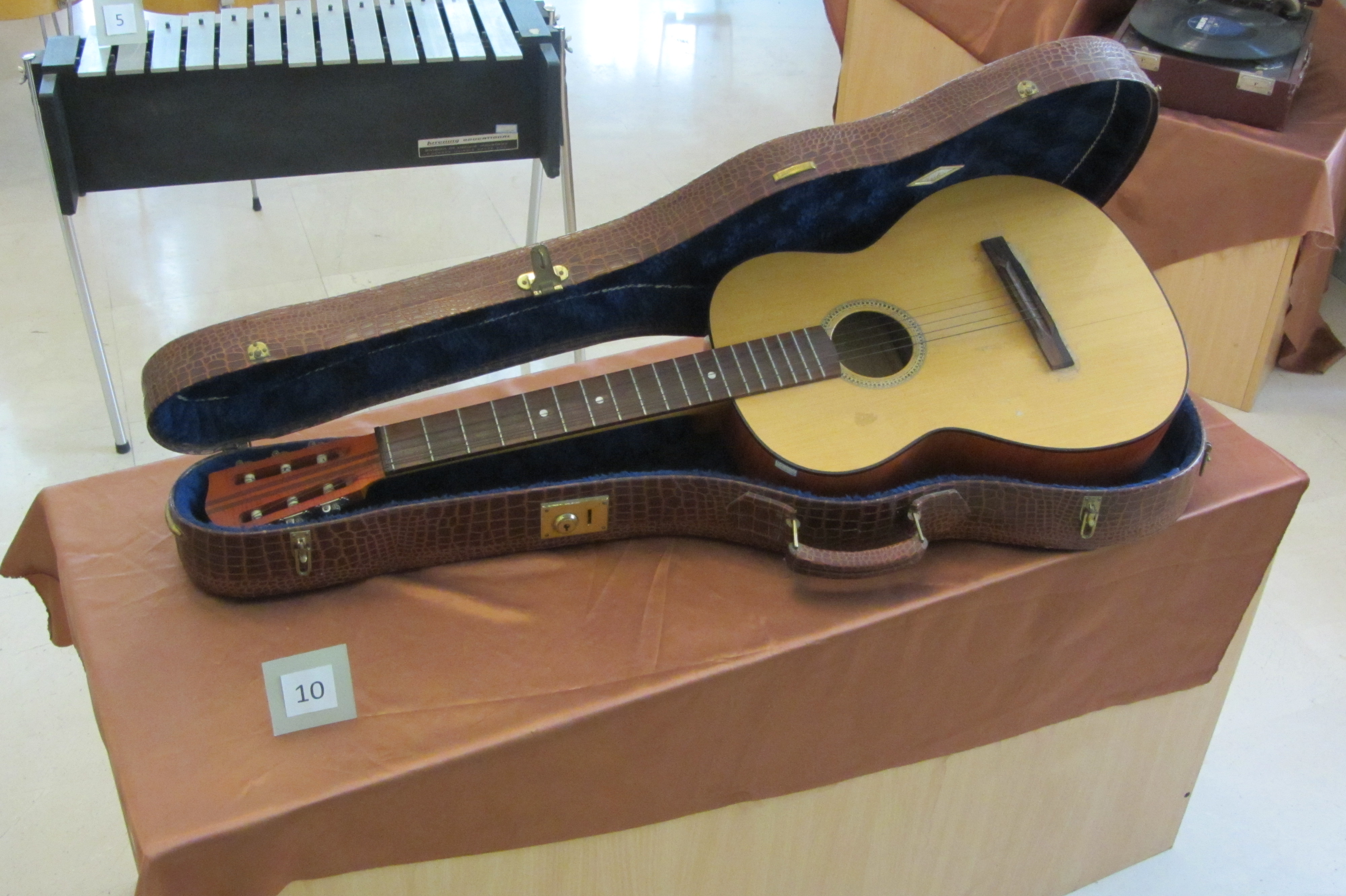
گیتار ساخت کشور رومانی مارک Cuban - 1970 در کوشک احمدشاهی
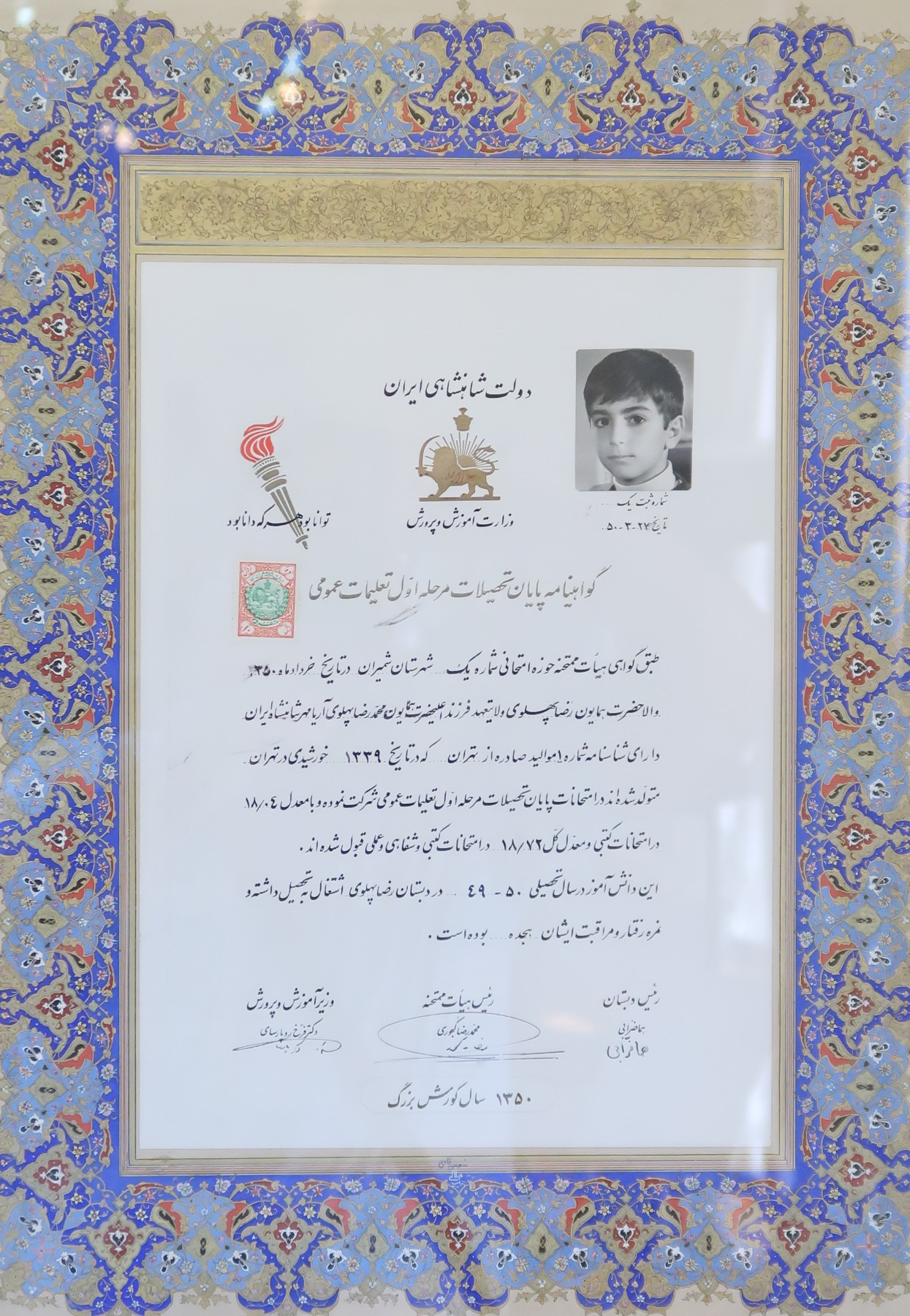
گواهی نامه پایان تحصیلات دوره اول تعلیمات عمومی رضا پهلوی - کوشک احمدشاهی
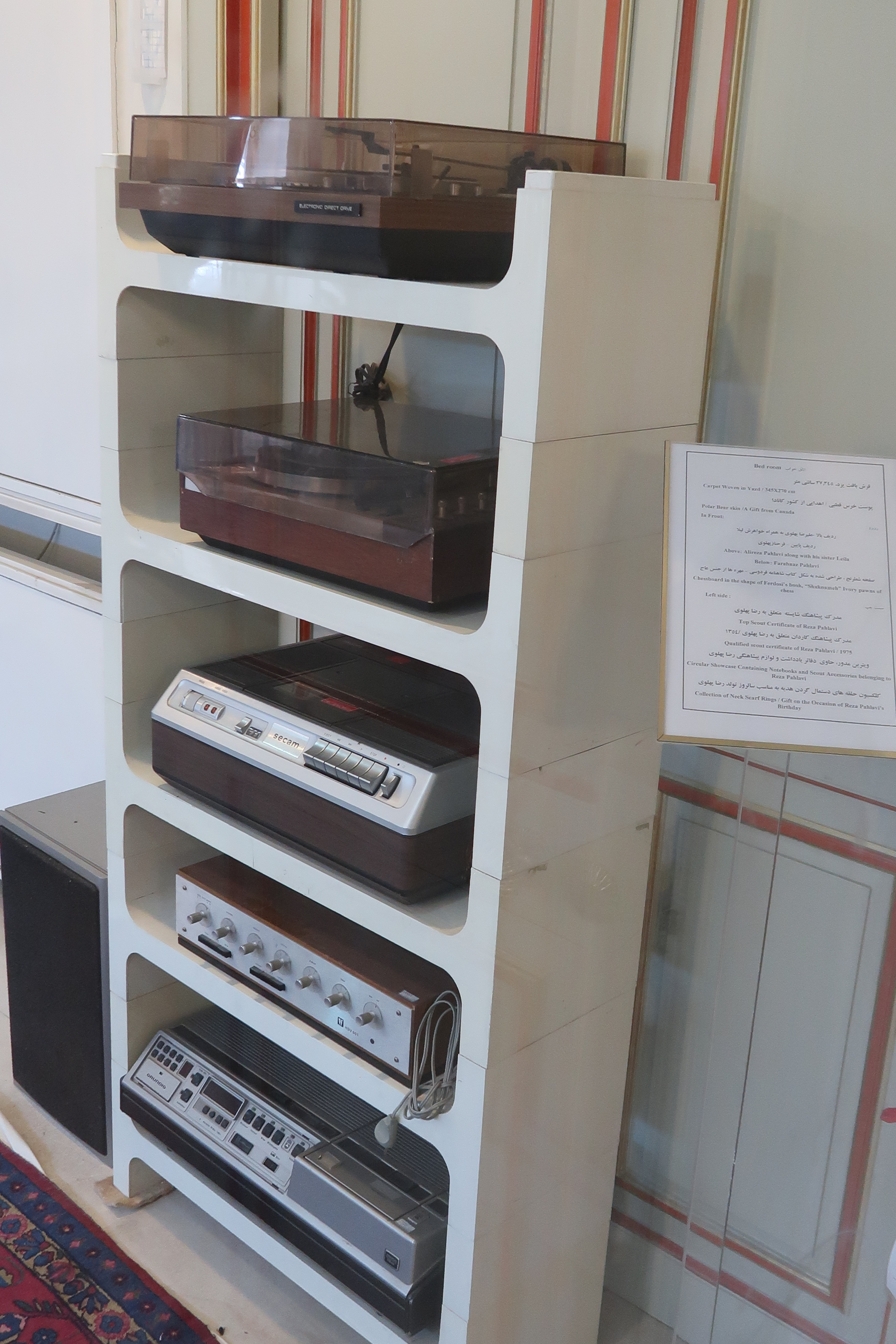
دستگاه‌های پخش موسیقی در کوشک احمدشاهی
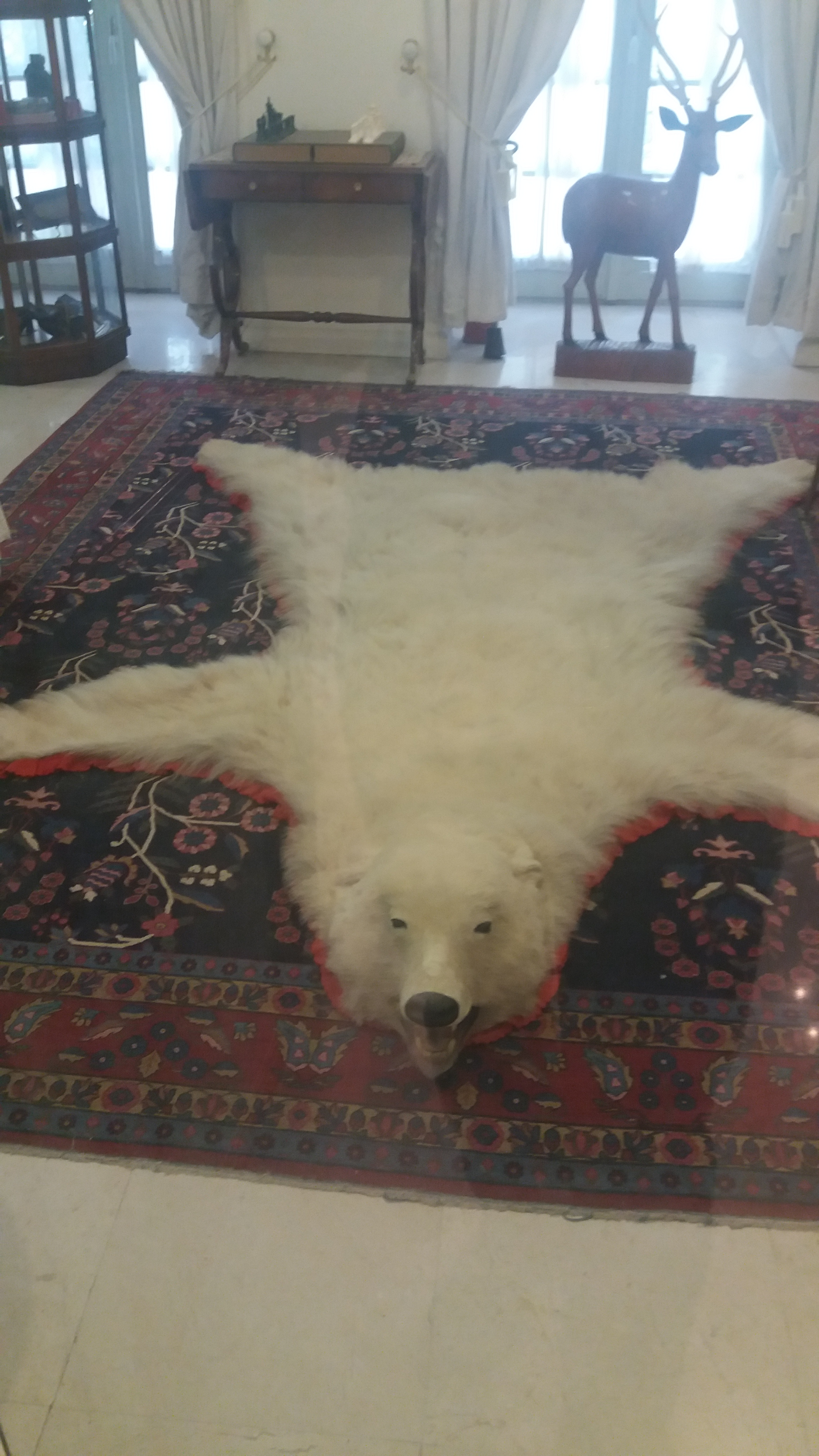
پوست خرس قطبی در کوشک احمدشاهی
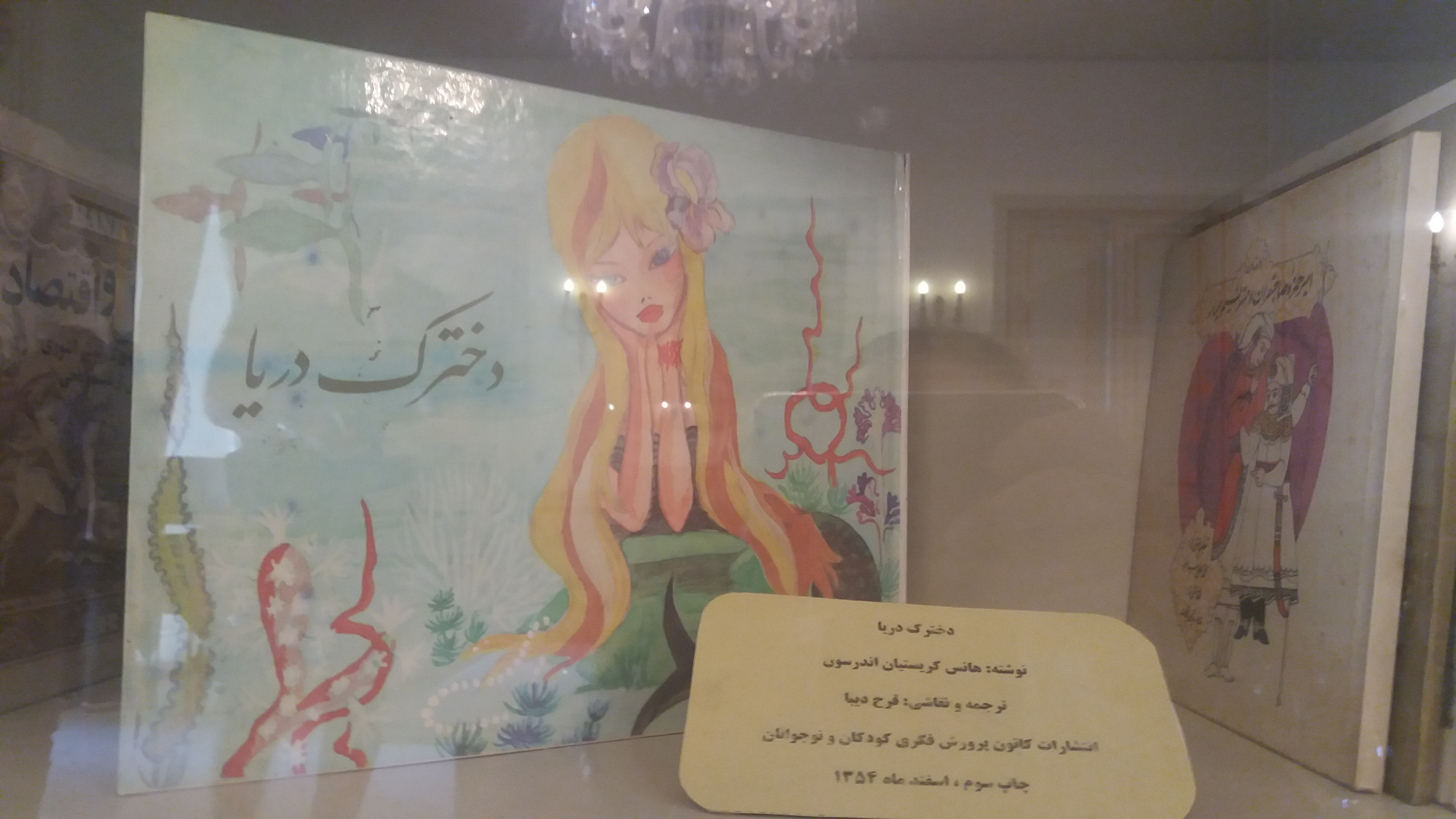
کتاب دخترک دریا اثر هانس کریستین اندرسون - ترجمه و نقاشی فرح دیبا چاپ ۳ اسفند ۱۳۵۴ - کوشک احمدشاهی
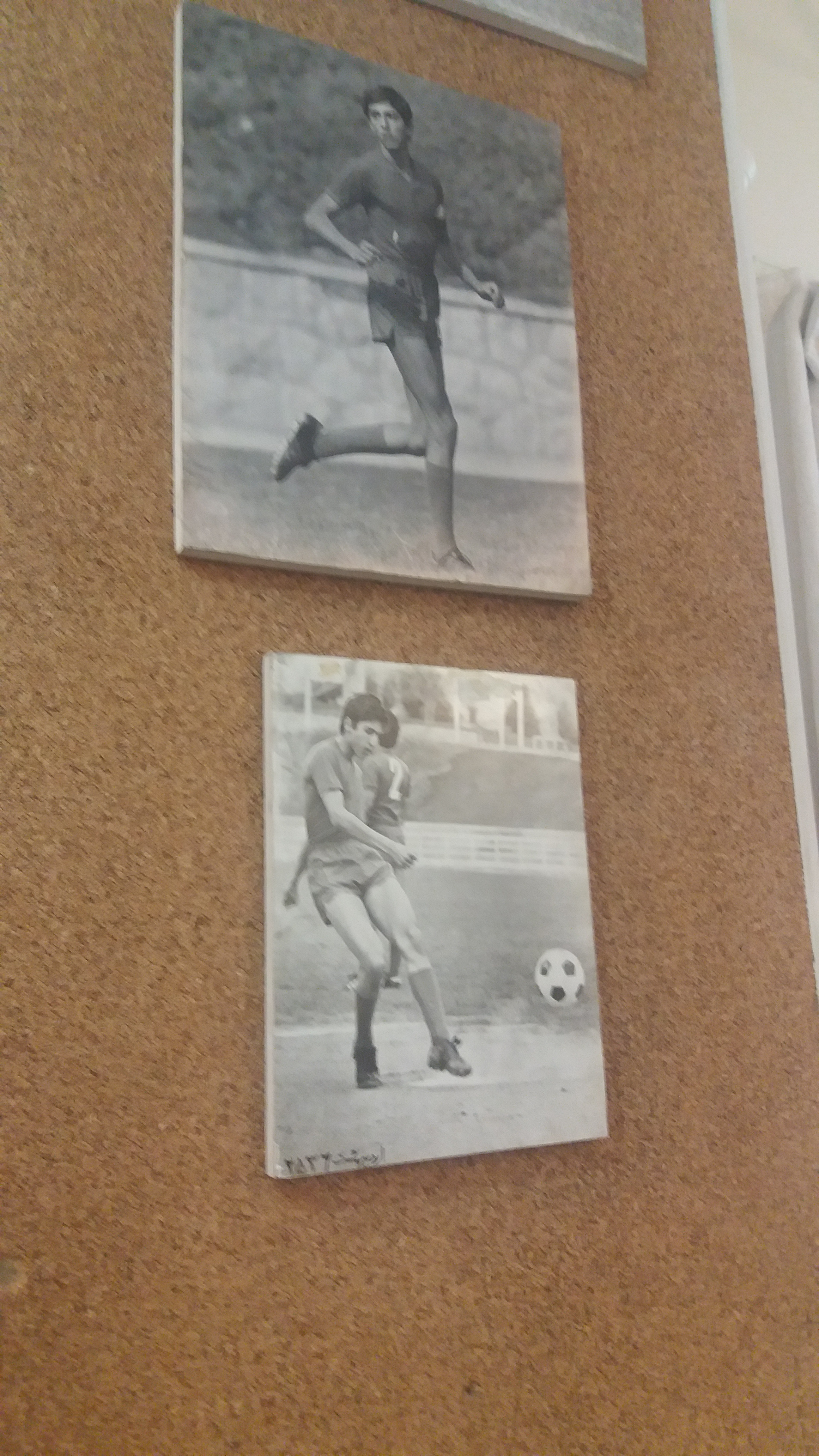
تصاویر بازی فوتبال توسط رضا پهلوی - کوشک احمدشاهی
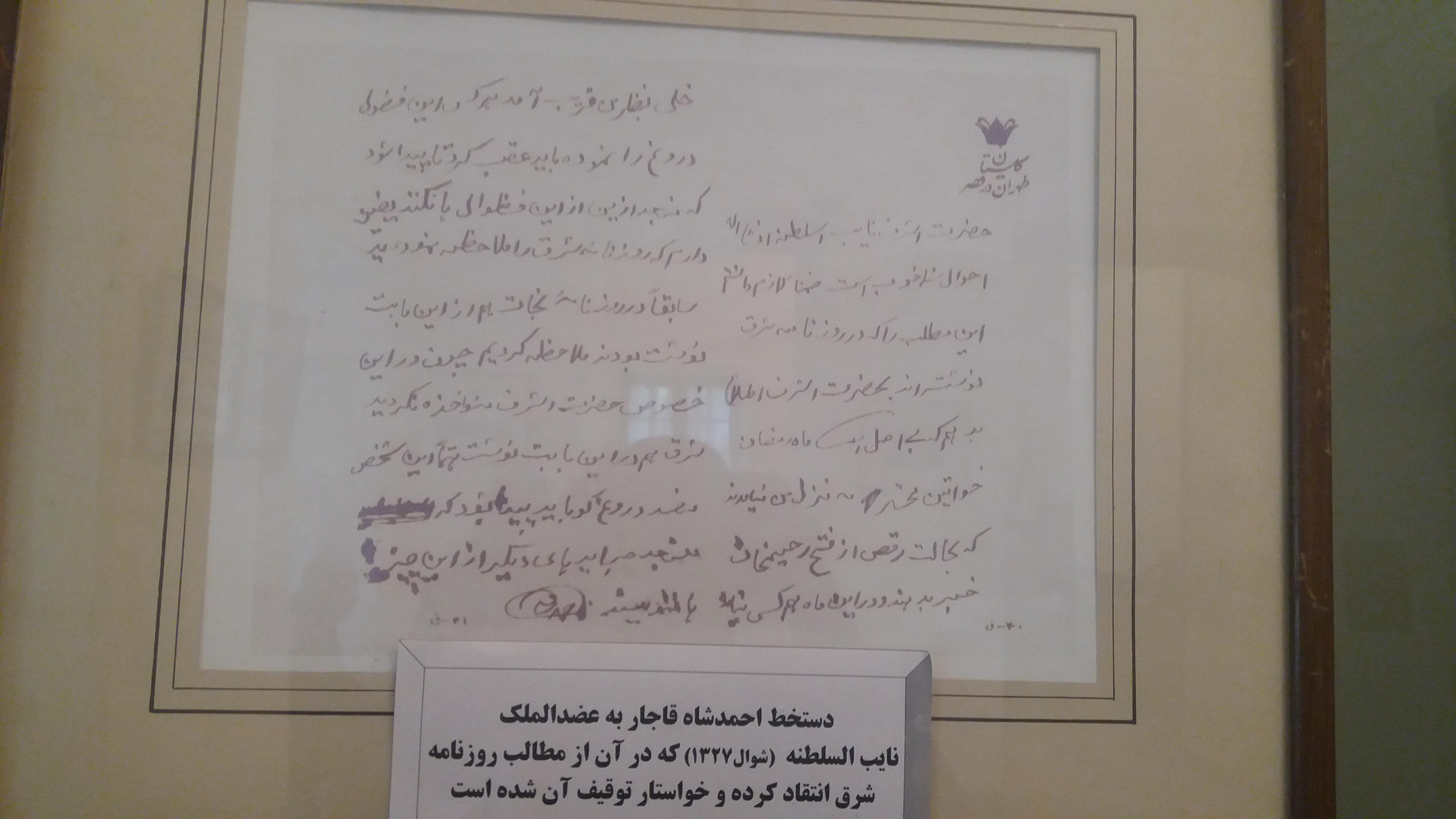
دست خط احمدشاه قاجار - شوال ۱۲۳۷ هجری قمری - کوشک احمدشاهی
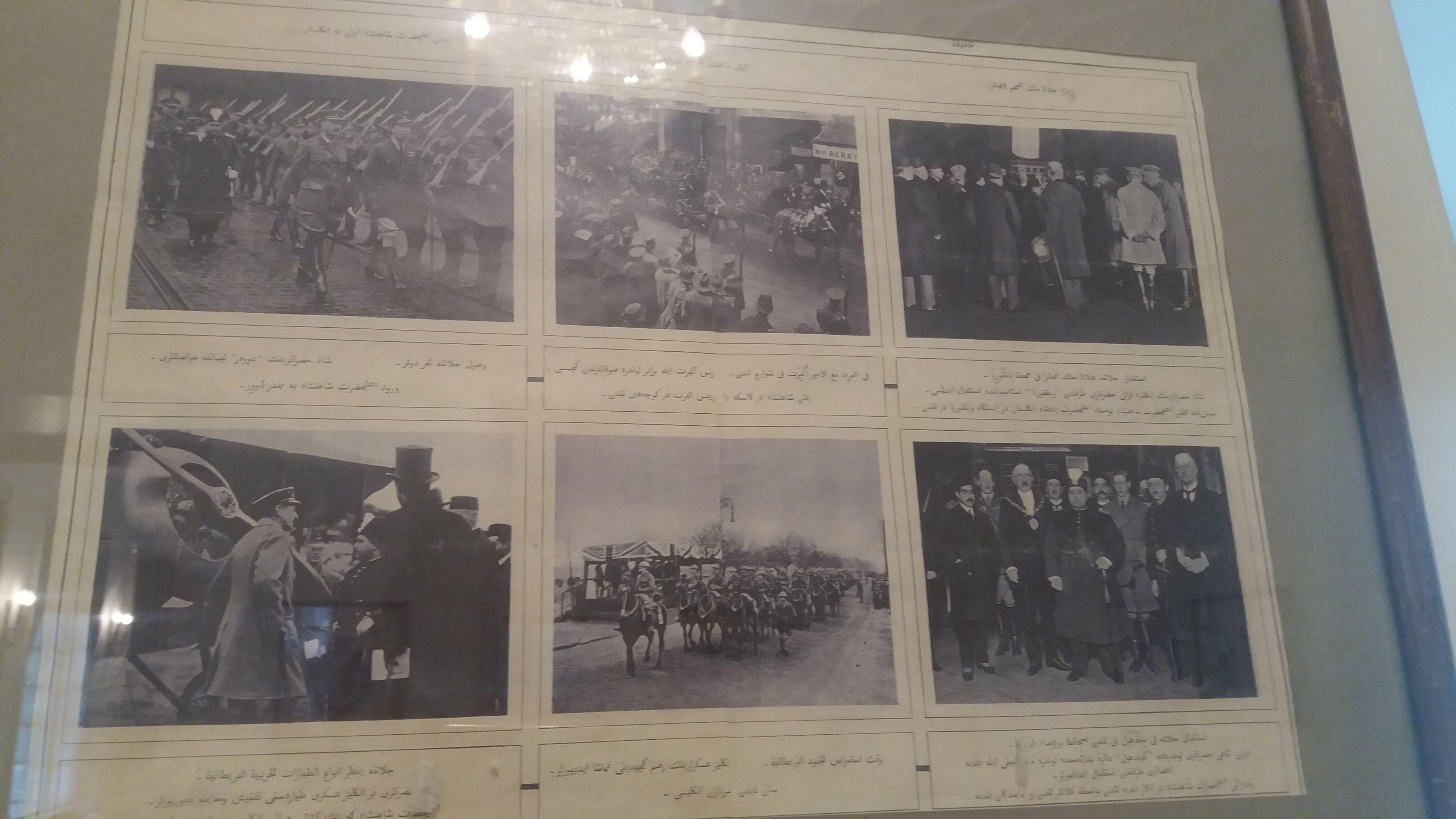
تصاویر احمد شاه قاجار - کوشک احمدشاهی
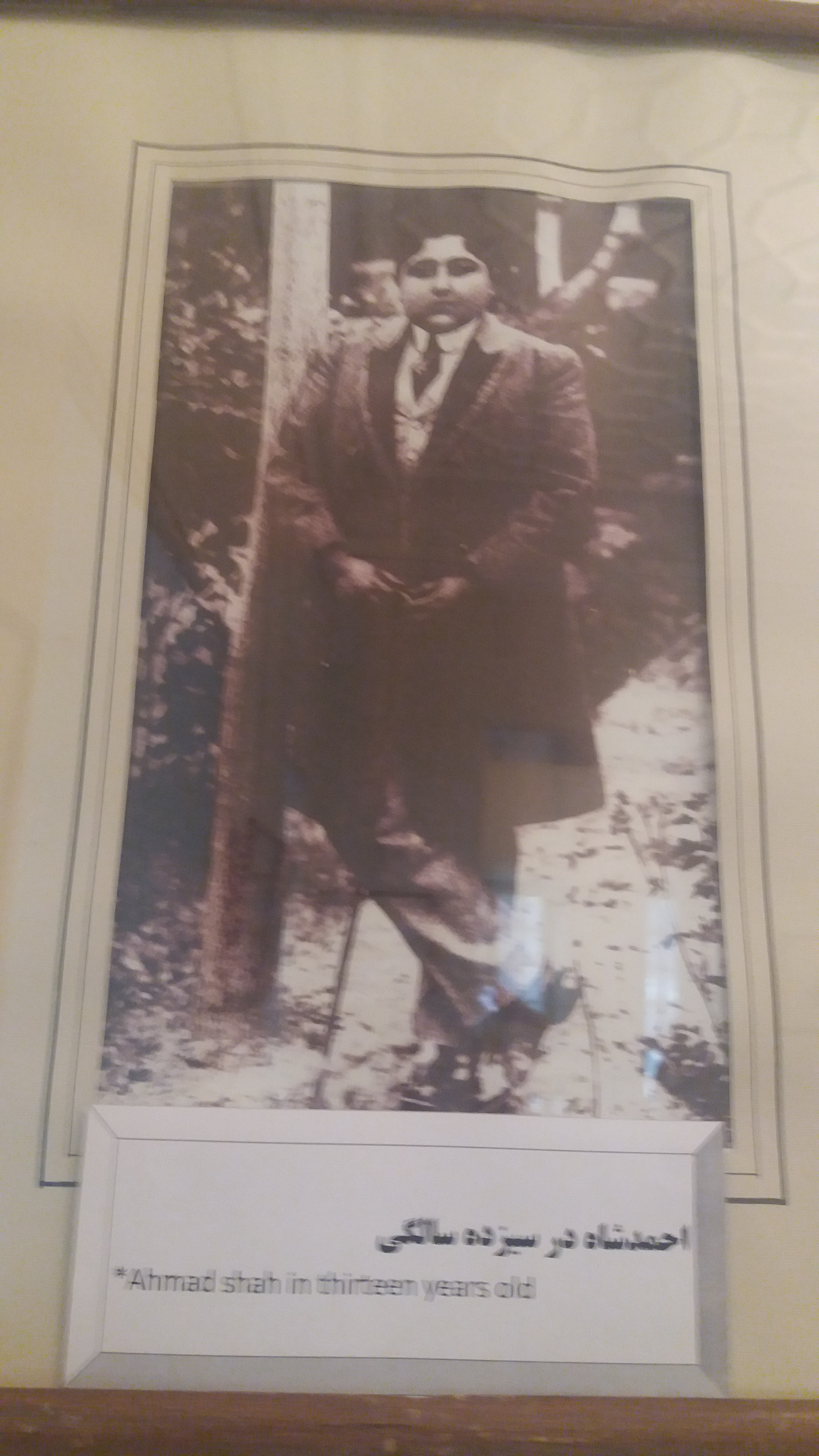
تصویر احمدشاه قاجار در ۱۳ سالگی - کوشک احمدشاهی
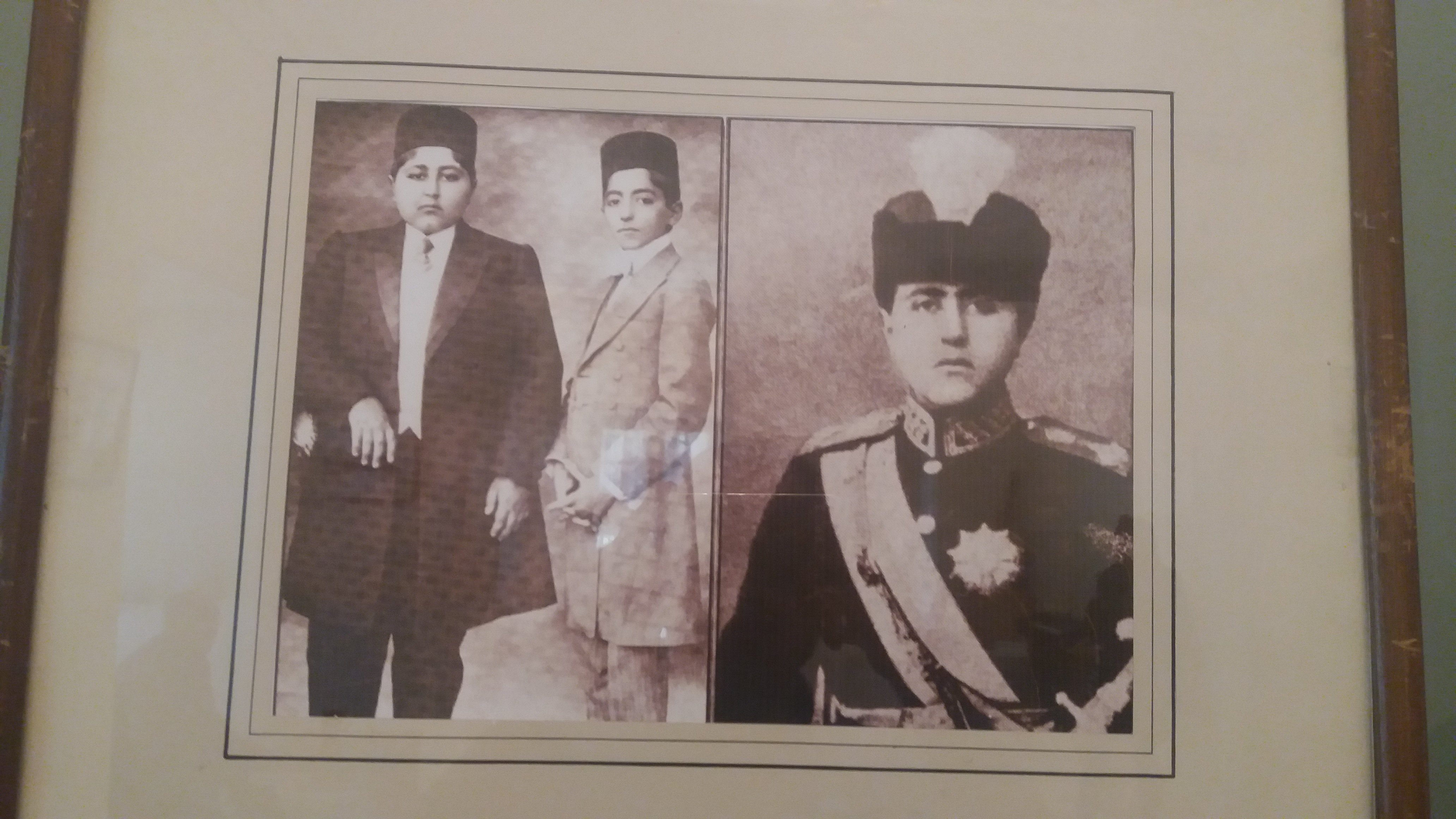
تصاویر احمد شاه قاجار - کوشک احمدشاهی
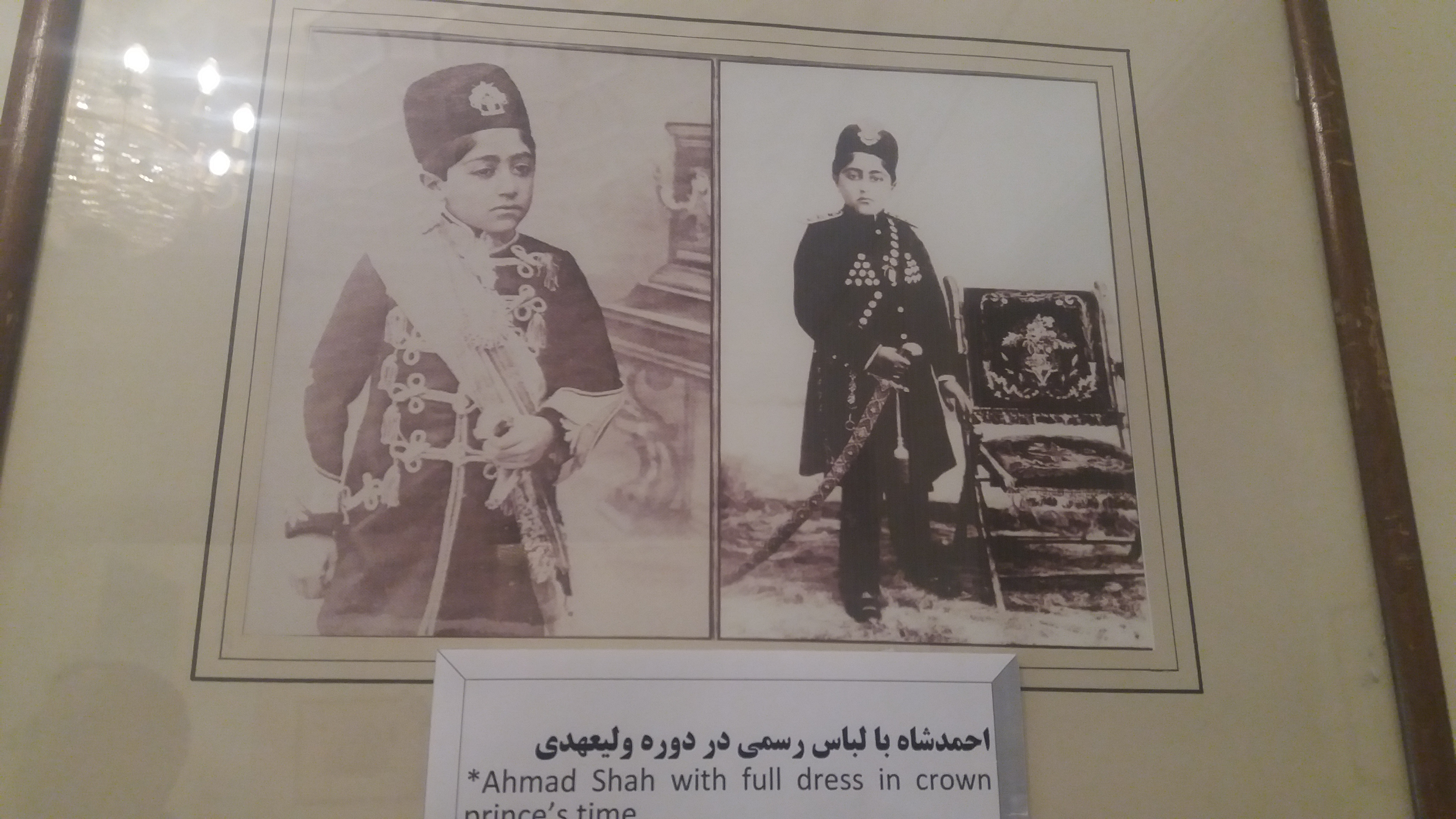
تصویر احمدشاه قاجار در لباس رسمی دوره ولیعهدی - کوشک احمدشاهی
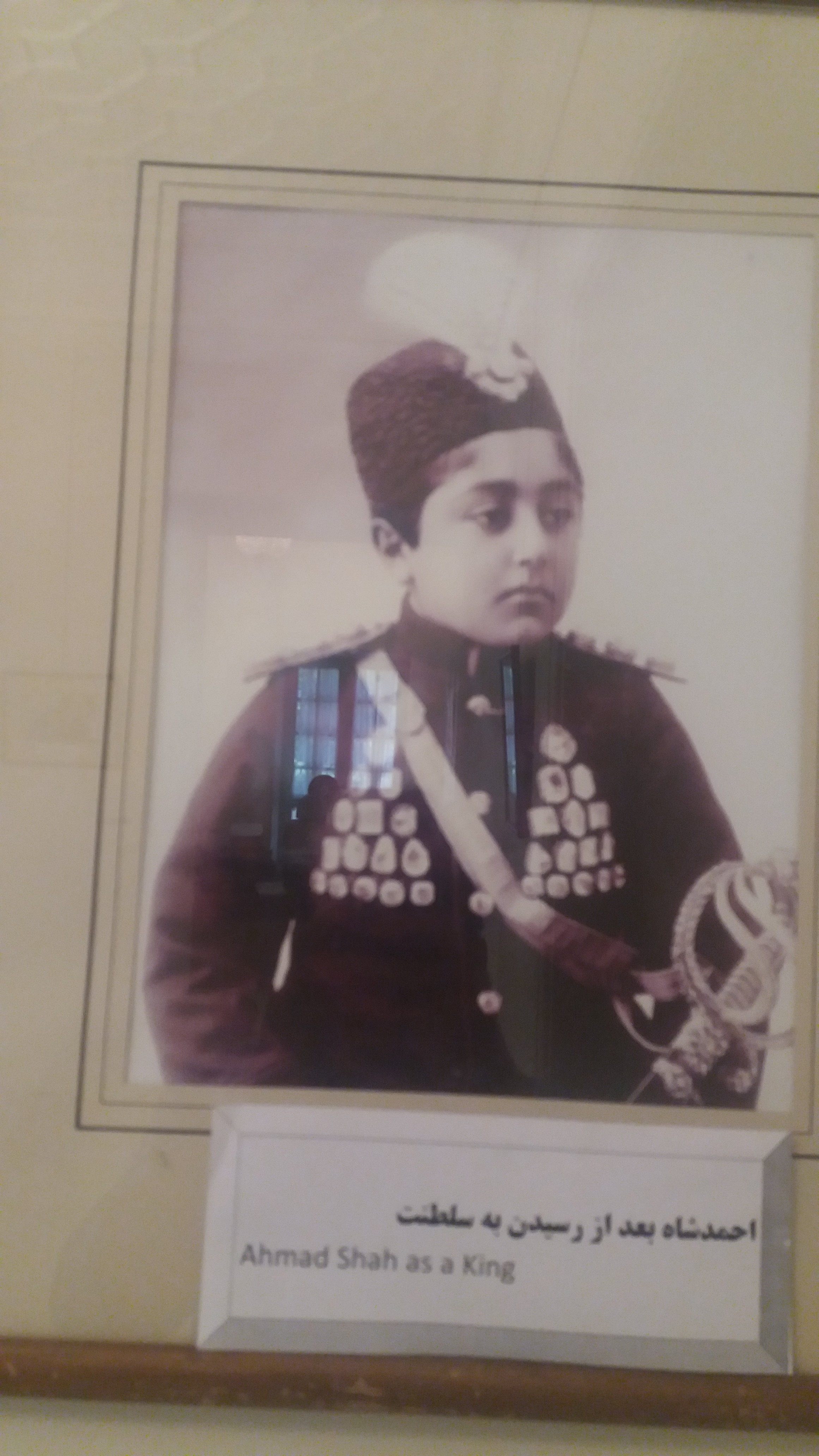
تصویر احمد شاه قاجار پس از رسیدن به سلطنت - کوشک احمدشاهی
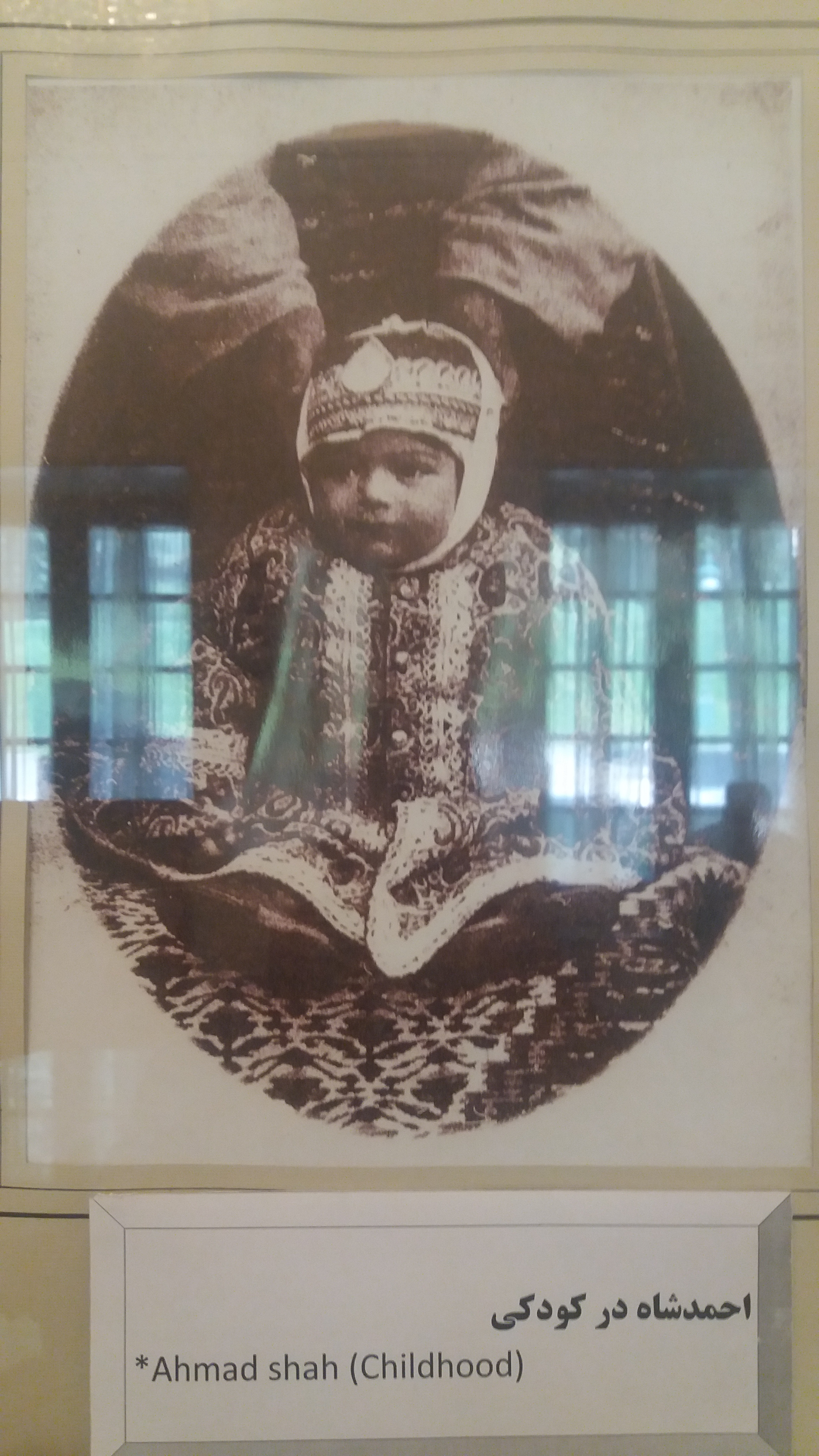
تصویر احمدشاه قاجار در کودکی - کوشک احمدشاهی
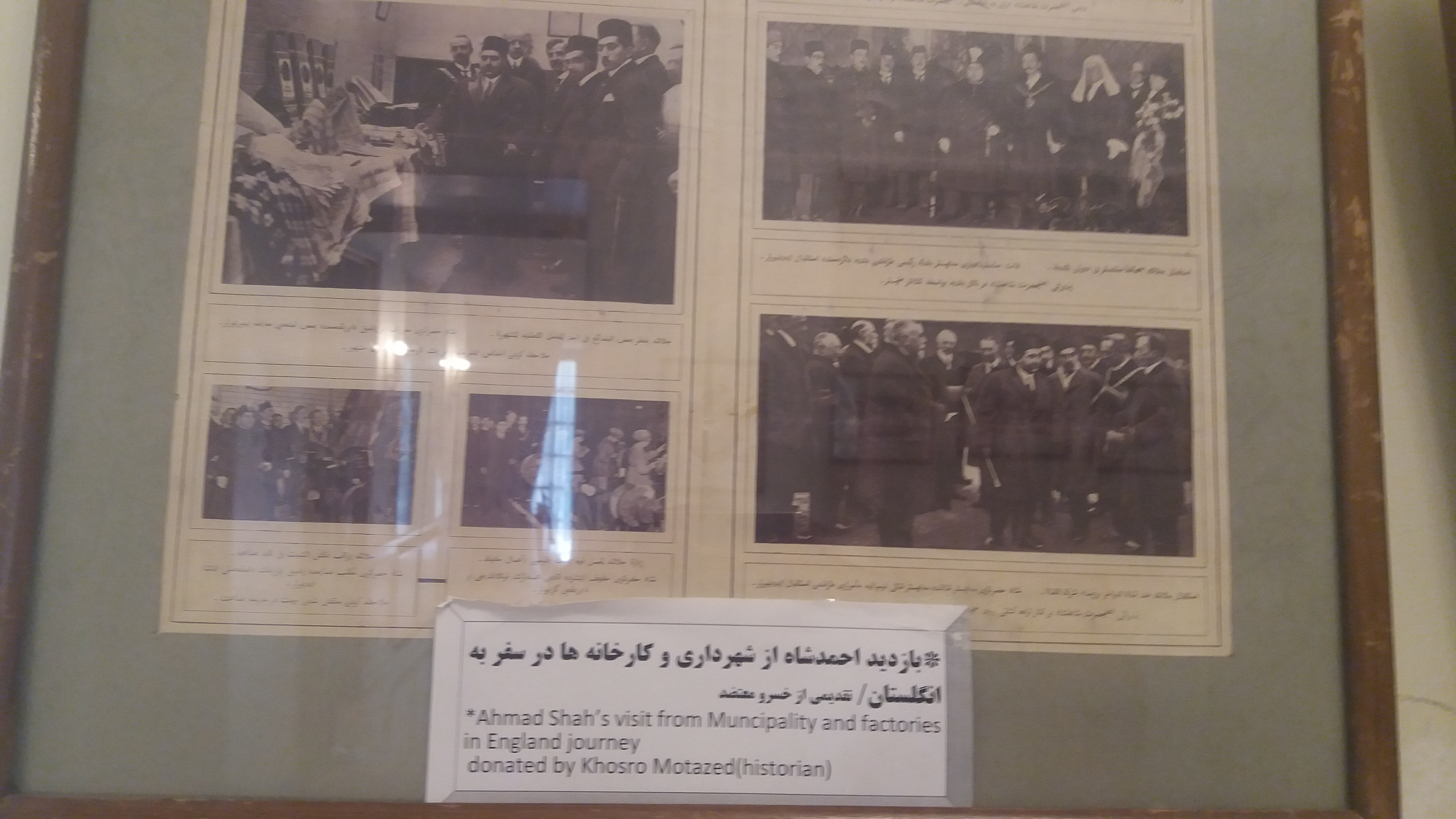
تصاویر بازدید احمدشاه قاجار از شهرداری و کارخانه‌ها در سفر به انگلستان - کوشک احمد شاهی
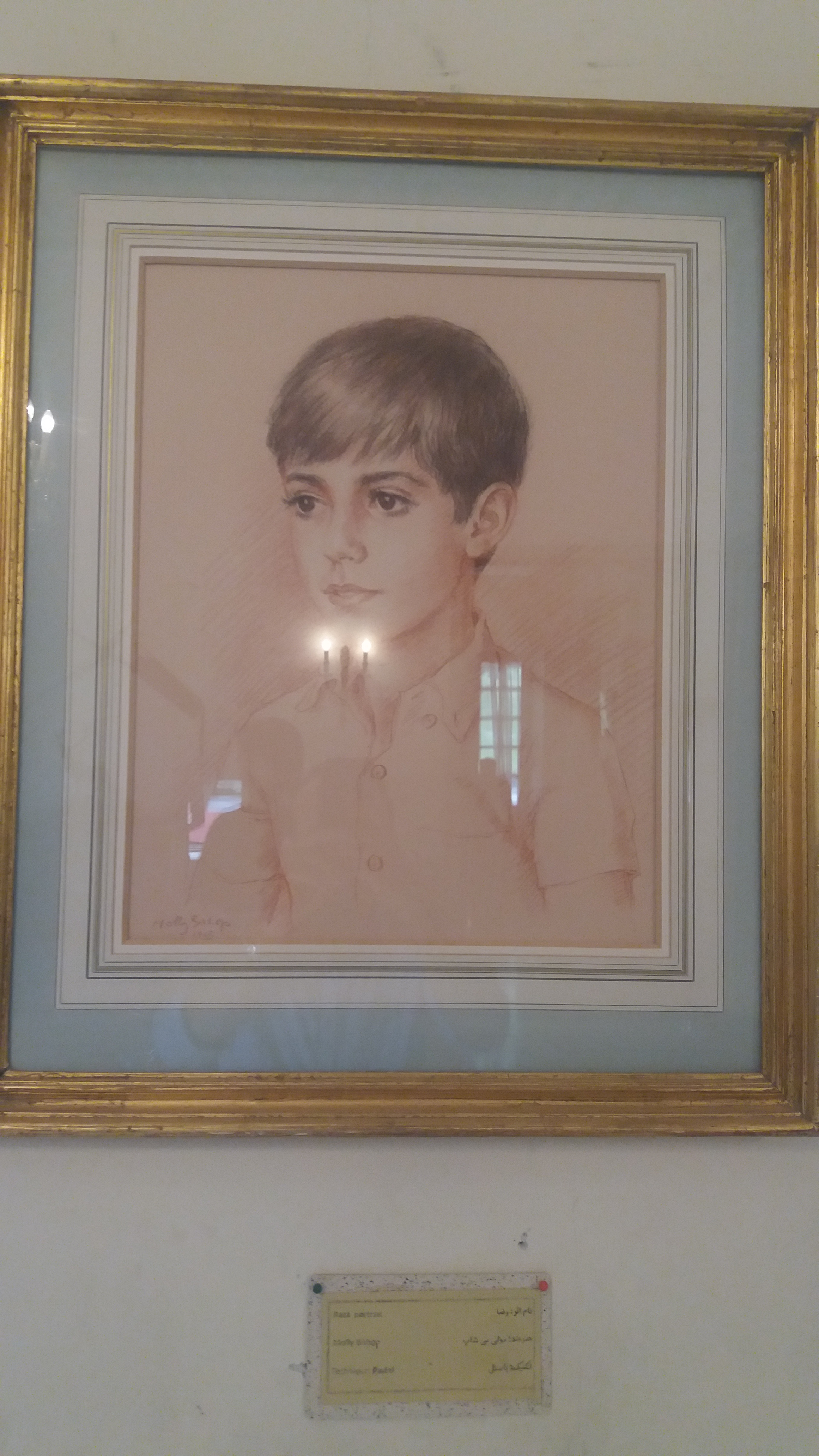
نقاشی خردسالی رضا پهلوی - کوشک احمدشاهی